# 2021 dans les parcs de loisirs
| Années des parcs de loisirs : 2018 - 2019 - 2020 - 2021 - 2022 - 2023 - 2024    |
| Décennies des parcs de loisirs : 1990 - 2000 - 2010 - 2020 - 2030 - 2040 - 2050 |

L'article 2021 dans les parcs de loisirs répertorie les événements marquants et les nouveautés majeures de l'année 2021, dans le domaine des parcs de loisirs à travers le monde.

## Parcs d'attractions

### Ouverture
- Puy du Fou España ( Espagne) ouvert le 27 mars[1]
- Yerevan Park ( Arménie) ouvert le 15 mai
- Doha Quest ( Qatar) ouvert le 1er juillet[2]
- Legoland New-York ( États-Unis) ouvert le 9 juillet[3]
- Tetysblu Theme Park ( Kazakhstan) ouvert le 21 juillet
- Mandoria ( Pologne) ouvert en juillet 2021[4]
- Universal Studios Beijing ( Chine) ouvert le 22 septembre, avec des soft openings dès le 1er septembre[5],[6]
- Plopsa Station Antwerpen ( Belgique) ouvert le 23 octobre[7]
- Jinan Sunac Land ( Chine)

### Changement de nom
- Fantasy Island devient Niagara Amusement Park & Splash World (en) ( États-Unis). Auparavant parc d'attractions, le parc rouvre uniquement qu'en tant que parc aquatique, avec un nombre limité d'attractions[8],[9].
- Plaza de Sésamo devient Aquamundo ( Mexique). Auparavant parc d'attractions, le parc rouvre sans la licence Sesame Street principalement en tant que parc aquatique[10]
- Walibi Sud-Ouest devient Walygator Sud-Ouest ( France)
- Walygator Parc devient Walygator Grand Est ( France)

### Fermeture
- De Valkenier ( Pays-Bas) fermé à la mi-juillet

## Événements
- Février
  - 23 février 2021 -  États-Unis - Herschend Family Entertainment devient partenaire et opérateur majoritaire de Kentucky Kingdom et Hurricane Bay[11].
- Mars
  - 2 mars 2021 -  États-Unis - Keldon Holdings LLC rachète Conneaut Lake Park pour 1,2 million de dollars[12].
  - 23 mars 2021 -  États-Unis - Indiana Park Holdings LLC rachète Clementon Park and Splash World (en) pour 2,37 millions de dollars. Le parc était fermé depuis 2019 à la suite d'une faillite[13].
- Juin
  - 18 juin 2021 -  Royaume-Uni - Brighton Pier Group rachète Lightwater Valley pour 5 millions de livres sterling[14].
- Juillet
  - 15 juillet 2021 -  Belgique - D'importantes précipitations dans le Sud du pays provoquent des inondations, obligeant les parcs Plopsa Coo[15], Walibi Belgium[16] et Aqualibi[17] à fermer leurs portes.
  - 21 juillet 2021 -  France - Dans le cadre du renforcement des mesures pour endiguer les variants de la Covid-19 en France, le gouvernement français impose la présentation d'un passe sanitaire pour l'accès aux lieux de culture et de loisirs rassemblant plus de cinquante personnes[18].
- Septembre
  - Septembre 2021 -  France - Après la saison estivale, Les Échos fait le bilan du marché des parcs français. Il en ressort que la fréquentation a subi une diminution qui varie de 25 et 45 %[19].
  - 28 septembre 2021 -  Espagne - Ouverture du salon IAAPA Expo Europe 2021 à Barcelone, pour une durée de 3 jours[20].
- Novembre
  - 16 novembre 2021 -  États-Unis - Ouverture du salon IAAPA Expo 2021 à Orlando, pour une durée de 4 jours[21].
- Décembre
  - 21 décembre 2021 -  États-Unis - Palace Entertainment (filiale de Parques Reunidos) rachète Adventureland Resort[22].

## Analyse économique de l'année
En septembre 2022, l'organisme TEA (Themed Entertainment Association) assisté par Aecom Economics publient leur analyse globale du secteur des parcs d'attractions pour l'année 2021. Ce document, présente en détail plusieurs données clés de l'industrie, mais également une série de classements des parcs les plus fréquentés, classés en catégories. Cette analyse peut être considérée comme une référence du secteur.

### Classement des 25 parcs d'attractions les plus visités dans le monde
Pour quantifier l'évolution du marché mondial, TEA/AECOM se base sur l'addition du nombre d'entrées (c'est-à-dire de la fréquentation) des 25 parcs d'attractions les plus visités en 2021, quelle que soit leur localisation, et les compare aux chiffres de 2020. Pour 2021, ce total s'est élevé à 141.35 millions de visiteurs, en augmentation de 70 % par rapport à 2020.
L'analyse présente une augmentation significative des chiffres de fréquentation dans cette année 2021 où les restrictions liées à la pandémie de Covid-19 ont été allégées dans la plupart des pays par rapport à l'année 2020.
| Rang  | Parc                             | Ville / Pays             | Fréquentation 2020 | Fréquentation 2021 | en augmentation |
| ----- | -------------------------------- | ------------------------ | ------------------ | ------------------ | --------------- |
| 1     | Magic Kingdom                    | Orlando / États-Unis     | 6 941 000          | 12 691 000         | 82 %            |
| 2     | Universal's Islands of Adventure | Orlando / États-Unis     | 4 005 000          | 9 077 000          | 127 %           |
| 3     | Universal Studios Florida        | Orlando / États-Unis     | 4 096 000          | 8 987 000          | 119 %           |
| 4     | Disney's Hollywood Studios       | Orlando / États-Unis     | 3 675 000          | 8 589 000          | 134 %           |
| 5     | Disneyland                       | Anaheim / États-Unis     | 3 674 000          | 8 573 000          | 133 %           |
| 6     | Shanghai Disneyland              | Shanghai / Chine         | 5 500 000          | 8 480 000          | 54 %            |
| 7     | Epcot                            | Orlando / États-Unis     | 4 044 000          | 7 752 000          | 92 %            |
| 8     | Chimelong Ocean Kingdom          | Hengqin / Chine          | 4 797 000          | 7 452 000          | 55 %            |
| 9     | Disney's Animal Kingdom          | Orlando / États-Unis     | 4 166 000          | 7 194 000          | 73 %            |
| 10    | Tokyo Disneyland                 | Tokyo / Japon            | 4 160 000          | 6 300 000          | 51 %            |
| 11    | Tokyo DisneySea                  | Tokyo / Japon            | 3 400 000          | 5 800 000          | 71 %            |
| 12    | Hong Kong Disneyland             | Hong Kong / Chine        | 1 700 000          | 5 695 000          | 65 %            |
| 13    | Universal Studios Hollywood      | Los Angeles / États-Unis | 1 299 000          | 5 505 000          | 324 %           |
| 14    | Universal Studios Japan          | Osaka / Japon            | 4 901 000          | 5 500 000          | 12 %            |
| 15    | Disney California Adventure      | Anaheim / États-Unis     | 1 919 000          | 4 977 000          | 159 %           |
| 16    | Happy Valley (Pékin)             | Pékin / Chine            | 3 950 000          | 4 930 000          | 25 %            |
| 17    | Chimelong Paradise               | Guangzhou / Chine        | 2 681 000          | 3 890 000          | 45 %            |
| 18    | Everland                         | Yongin / Corée du Sud    | 2 760 000          | 3 710 000          | 34 %            |
| 19    | Nagashima Spa Land               | Kuwana / Japon           | 2 400 000          | 3 600 000          | 50 %            |
| 20    | Parc Disneyland                  | Chessy / France          | 2 620 000          | 3 500 000          | 34 %            |
| 21    | Efteling                         | Kaatsheuvel / Pays-Bas   | 2 900 000          | 3 300 000          | 14 %            |
| 22    | Europa-Park                      | Rust / Allemagne         | 2 500 000          | 3 000 000          | 20 %            |
| 23    | Lotte World                      | Séoul / Corée du Sud     | 1 560 000          | 2 460 000          | 58 %            |
| 24    | Parc Walt Disney Studios         | Chessy / France          | 1 410 000          | 1 884 000          | 34 %            |
| 25    | Ocean Park                       | Hong Kong / Chine        | 2 200 000          | 1 400 000          | -36 %           |
| Total |                                  |                          | 83 105 000         | 141 351 000        | 70 %            |

### Classement des 20 parcs d'attractions les plus visités en Amérique du Nord
| Rang  | Parc                             | Ville / Pays                 | Fréquentation 2020 | Fréquentation 2021 | en augmentation |
| ----- | -------------------------------- | ---------------------------- | ------------------ | ------------------ | --------------- |
| 1     | Magic Kingdom                    | Orlando / États-Unis         | 6 941 000          | 12 691 000         | 83 %            |
| 2     | Universal's Islands of Adventure | Orlando / États-Unis         | 4 005 000          | 9 077 000          | 127 %           |
| 3     | Universal Studios Florida        | Orlando / États-Unis         | 4 096 000          | 8 987 000          | 119 %           |
| 4     | Disney's Hollywood Studios       | Orlando / États-Unis         | 3 675 000          | 8 589 000          | 134 %           |
| 5     | Disneyland                       | Anaheim / États-Unis         | 3 674 000          | 8 573 000          | 133 %           |
| 6     | Epcot                            | Orlando / États-Unis         | 4 044 000          | 7 752 000          | 92 %            |
| 7     | Disney's Animal Kingdom          | Orlando / États-Unis         | 4 166 000          | 7 194 000          | 73 %            |
| 8     | Universal Studios Hollywood      | Los Angeles / États-Unis     | 1 299 000          | 5 505 000          | 324 %           |
| 9     | Disney California Adventure      | Anaheim / États-Unis         | 1 919 000          | 4 977 000          | 159 %           |
| 10    | Knott's Berry Farm               | Buena Park / États-Unis      | 811 000            | 3 681 000          | 354 %           |
| 11    | Cedar Point                      | Sandusky / États-Unis        | 1 020 000          | 3 327 000          | 187 %           |
| 12    | Busch Gardens Tampa Bay          | Tampa / États-Unis           | 1 288 000          | 3 210 000          | 149 %           |
| 13    | Kings Island                     | Mason / États-Unis           | 1 626 000          | 3 181 000          | 96 %            |
| 14    | SeaWorld Orlando                 | Orlando / États-Unis         | 1 598 000          | 3 051 000          | 91 %            |
| 15    | Six Flags Magic Mountain         | Valencia / États-Unis        | 686 000            | 3 047 000          | 344 %           |
| 16    | Hersheypark                      | Hershey / États-Unis         | 1 717 000          | 3 012 000          | 75 %            |
| 17    | Six Flags Great Adventure        | Jackson Township/ États-Unis | 598 000            | 2 913 000          | 387 %           |
| 18    | SeaWorld San Diego               | San Diego / États-Unis       | 1 139 000          | 2 800 000          | 146 %           |
| 19    | Six Flags Great America          | Gurnee / États-Unis          | Fermé              | 2 675 000          |                 |
| 20    | Canada's Wonderland              | Vaughan / Canada             |                    | 587 000            |                 |
| Total |                                  |                              | 44 149 000         | 104 427 000        | 136 %           |

### Classement des 10 parcs d'attractions les plus visités en Amérique du Sud
| Rang  | Parc                        | Ville / Pays             | ! Fréquentation 2020 | Fréquentation 2021 | en augmentation |
| ----- | --------------------------- | ------------------------ | -------------------- | ------------------ | --------------- |
| 1     | Beto Carrero World          | Santa Catarina / Brésil  | 1 252 000            | 1 895 000          | 51 %            |
| 2     | Six Flags México            | Mexico / Mexique         | 701 000              | 1 125 000          | 60 %            |
| 3     | Parque Xcaret               | Cancún / Mexique         | 736 000              | 1 104 000          | 50 %            |
| 4     | Parque Mundo Aventura       | Bogota / Colombie        | 344 000              | 631 000            | 83 %            |
| 5     | Fantasilandia               | Santiago / Chili         | 430 000              | 615 000            | 43 %            |
| 6     | Parque del Café             | Quindio / Colombie       | 321 000              | 482 000            | 50 %            |
| 7     | Mundo Petapa                | Guatemala / Guatemala    | 268 000              | 402 000            | 50 %            |
| 8     | Parque de la Costa          | Buenos Aires / Argentine | 263 000              | 395 000            | 50 %            |
| 9     | La Feria Chapultepec Mágico | Mexico / Mexique         | Fermé                | Fermé              |                 |
| 10    | Plaza de Sésamo             | Monterrey / Mexique      | Fermé                | Fermé              |                 |
| Total |                             |                          | 4 315 000            | 6 649 000          | 54 %            |

### Classement des 20 parcs d'attractions les plus visités en Asie
La reprise économique en Asie a été plus inégale que dans d'autres parties du monde, principalement en raison des fermetures forcées de certains parcs en fonction de l'évolution de la pandémie de Covid-19, la mise en place de jauges d'accueil journalières ou les restrictions de voyages vers certains pays.
| Rang  | Parc                        | Ville / Pays          | Fréquentation 2020 | Fréquentation 2021 | en augmentation |
| ----- | --------------------------- | --------------------- | ------------------ | ------------------ | --------------- |
| 1     | Shanghai Disneyland         | Shanghai / Chine      | 5 500 000          | 8 480 000          | 54 %            |
| 2     | Chimelong Ocean Kingdom     | Hengqin / Chine       | 4 797 000          | 7 452 000          | 55 %            |
| 3     | Tokyo Disneyland            | Tokyo / Japon         | 4 160 000          | 6 300 000          | 51 %            |
| 4     | Tokyo DisneySea             | Tokyo / Japon         | 3 400 000          | 5 800 000          | 71 %            |
| 5     | Universal Studios Japan     | Osaka / Japon         | 4 901 000          | 5 500 000          | 12 %            |
| 6     | Happy Valley (Pékin)        | Pékin / Chine         | 3 950 000          | 4 930 000          | 25 %            |
| 7     | Chimelong Paradise          | Guangzhou / Chine     | 2 681 000          | 3 890 000          | 45 %            |
| 8     | Everland                    | Yongin / Corée du Sud | 2 760 000          | 3 710 000          | 34 %            |
| 9     | Nagashima Spa Land          | Kuwana / Japon        | 2 400 000          | 3 600 000          | 50 %            |
| 10    | Happy Valley (Shenzhen)     | Shenzhen / Chine      | 3 120 000          | 3 980 000          | 6 %             |
| 11    | Happy Valley Shanghai       | Shanghai / Chine      | 2 730 000          | 3 300 000          | 21 %            |
| 12    | Happy Valley Chengdu        | Chengdu / Chine       | 2 620 000          | 2 940 000          | 12 %            |
| 13    | Hong Kong Disneyland        | Hong Kong / Chine     | 1 700 000          | 2 800 000          | 65 %            |
| 14    | Fantawild Adventure         | Zhengzhou / Chine     | 3 421 000          | 2 752 000          | -20 %           |
| 15    | China Dinosaurs Park        | Changzhou / Chine     | 2 375 000          | 2 500 000          | 5 %             |
| 16    | Lotte World                 | Séoul / Corée du Sud  | 1 560 000          | 2 460 000          | 58 %            |
| 17    | Window of the World         | Shenzhen / Chine      | 1 890 000          | 2 400 000          | 27 %            |
| 18    | Fantawild Oriental Heritage | Ningbo / Chine        | 2 257 000          | 2 308 000          | 2 %             |
| 19    | Ocean Park                  | Hong Kong / Chine     | 2 200 000          | 1 400 000          | -36 %           |
| 20    | Universal Studios Singapore | Singapour             | 1 098 000          | 1 200 000          | 9 %             |
| Total |                             |                       | 59 520 000         | 77 032 000         | 29 %            |

### Classement des 20 parcs d'attractions les plus visités en Europe
| Rang  | Parc                            | Ville / Pays                        | Fréquentation 2020 | Fréquentation 2021 | en augmentation |
| ----- | ------------------------------- | ----------------------------------- | ------------------ | ------------------ | --------------- |
| 1     | Parc Disneyland                 | Chessy / France                     | 2 620 000          | 3 500 000          | 34 %            |
| 2     | Efteling                        | Kaatsheuvel / Pays-Bas              | 2 900 000          | 3 300 000          | 14 %            |
| 3     | Europa-Park                     | Rust / Allemagne                    | 2 500 000          | 3 000 000          | 20 %            |
| 4     | Jardins de Tivoli               | Copenhague / Danemark               | 1 628 000          | 2 400 000          | 47 %            |
| 5     | PortAventura Park               | Salou / Espagne                     | 700 000            | 2 400 000          | 243 %           |
| 6     | Gardaland                       | Castelnuovo del Garda / Italie      | 1 350 000          | 2 200 000          | 63 %            |
| 7     | Parc Walt Disney Studios        | Chessy / France                     | 1 410 000          | 1 884 000          | 34 %            |
| 8     | Alton Towers                    | Staffordshire / Royaume-Uni         | 670 000            | 1 800 000          | 169 %           |
| 9     | Thorpe Park                     | Chertsey (Angleterre) / Royaume-Uni | 600 000            | 1 700 000          | 183 %           |
| 10    | Puy du Fou                      | Les Épesses / France                | 923 000            | 1 616 000          | 75%             |
| 11    | Legoland Windsor                | Windsor / Royaume-Uni               | 450 000            | 1 500 000          | 233 %           |
| 12    | Chessington World of Adventures | Chessington / Royaume-Uni           | 510 000            | 1 450 000          | 184 %           |
| 13    | Liseberg                        | Göteborg / Suède                    | Fermé              | 1 447 000          |                 |
| 14    | Parc Astérix                    | Plailly / France                    | 1 163 000          | 1 300 000          | 12 %            |
| 14    | Heide Park                      | Soltau / Allemagne                  | 950 000            | 1 300 000          | 37 %            |
| 14    | Parque Warner Madrid            | Madrid / Espagne                    | 450 000            | 1 300 000          | 189 %           |
| 17    | Phantasialand                   | Brühl / Allemagne                   | 1 000 000          | 1 180 000          | 18 %            |
| 18    | Futuroscope                     | Poitiers / France                   | 900 000            | 1 100 000          | 22 %            |
| 19    | Legoland Deutschland            | Guntzbourg / Allemagne              | 750 000            | 900 000            | 20 %            |
| 20    | Legoland Billund                | Billund / Danemark                  | 700 000            | 850 000            | 21 %            |
| Total |                                 |                                     | 22 174 000         | 36 127 000         | 63 %            |

## Parcs aquatiques

### Ouverture
- Plopsaqua Hannut-Landen à Hannut ( Belgique) totalement ouvert au public le 9 juin (jusqu'alors, il n'était que partiellement ouvert en raison des mesures dues à la pandémie de Covid 19)[24],[25]
- Legoland Water Park Gardaland à Gardaland ( Italie) ouvert le 26 juin[26]

### Changement de nom
- Aquópolis Sevilla devient Guadalpark ( Espagne)[27]

### Fermeture
- Aqualud ( France)[28]
- Aqualibi (Rhône-Alpes) ( France)

## Attractions
Ces listes sont non exhaustives.

### Montagnes russes

#### Délocalisations
| Nom                     | Type / Modèle             | Constructeur      | Parc                              | Pays        | Anciennement                                      |
| ----------------------- | ------------------------- | ----------------- | --------------------------------- | ----------- | ------------------------------------------------- |
| Coaster Blu             | Vekoma Junior Coaster     | Vekoma            | Tetysblu Theme Park               | Kazakhstan  | Innovative Roller Coaster à Innovative Film City  |
| Crazy Mouse             | Tournoyantes / Wild Mouse | Zamperla          | SpeedZone California              | États-Unis  | Crazy Mouse à Martin's Fantasy Island             |
| Galaxy 500 Coaster      | Assises / Galaxi          | S.D.C.            | Cedar Valley's Wild Frontier Park | États-Unis  | Galaxy 500 à Hydro Adventures                     |
| Gotham                  | Assises                   | Pinfari           | Luna Park Marseillan Plage        | France      | Tornado à M&Ds Scotland's Theme Park              |
| Happy Mountain          | Junior                    | Três Eixos        | Tivoli Park                       | Brésil      | Happy Mountain à Terra Encantada                  |
| Looping Star            | Métal / Zyklon ZL42       | Pinfari           | Clacton Pier                      | Royaume-Uni | Looping Star à Codona's Amusement Park            |
| Mad Mouse               | Tournoyantes              | Far Fabbri        | Gateway Resort                    | Royaume-Uni | Mad Mouse à M&Ds Scotland's Theme Park            |
| Magic Dragon            | Junior                    | Pinfari           | Camel Creek Adventure Park        | Royaume-Uni | Funlandasaurus à Funland Amusement Park           |
| Max's Doggy Dog Coaster | Junior                    | SBF Visa Group    | SpeedZone California              | États-Unis  | Max's Doggy Dog Coaster à Martin's Fantasy Island |
| Mini Mouse              | Junior / Wild Mouse       | Zamperla          | Luna Park (Coney Island)          | États-Unis  | Mini Mouse à Victorian Gardens                    |
| Rocket                  | Junior / Mini Coaster     | Pinfari           | Southport Pleasureland            | Royaume-Uni | Crazy Train à Gulliver's Warrington               |
| Sea Storm               | Acier                     | I.E Park          | Varna Fun Port                    | Bulgarie    | Switchback à Gulliver’s Matlock Bath              |
| Silver Mountain         | Vekoma Junior Coaster     | Vekoma            | La Mer de sable                   | France      | Bushwhacker à Ratanga Junction (en)               |
| Spinosaurus             | Tournoyantes junior       | EOS Rides         | Funland Amusement Park            | Royaume-Uni | Twist and Joust à Gulliver's Milton Keynes        |
| Spinning Racer          | Tournoyantes              | Maurer Rides      | Fantasy Island (en)               | Royaume-Uni | Attraction foraine                                |
| Texas Wildcat           | Métal / WildCat 45        | Anton Schwarzkopf | Cotaland Austin                   | États-Unis  | Raptor Attack à Lightwater Valley                 |

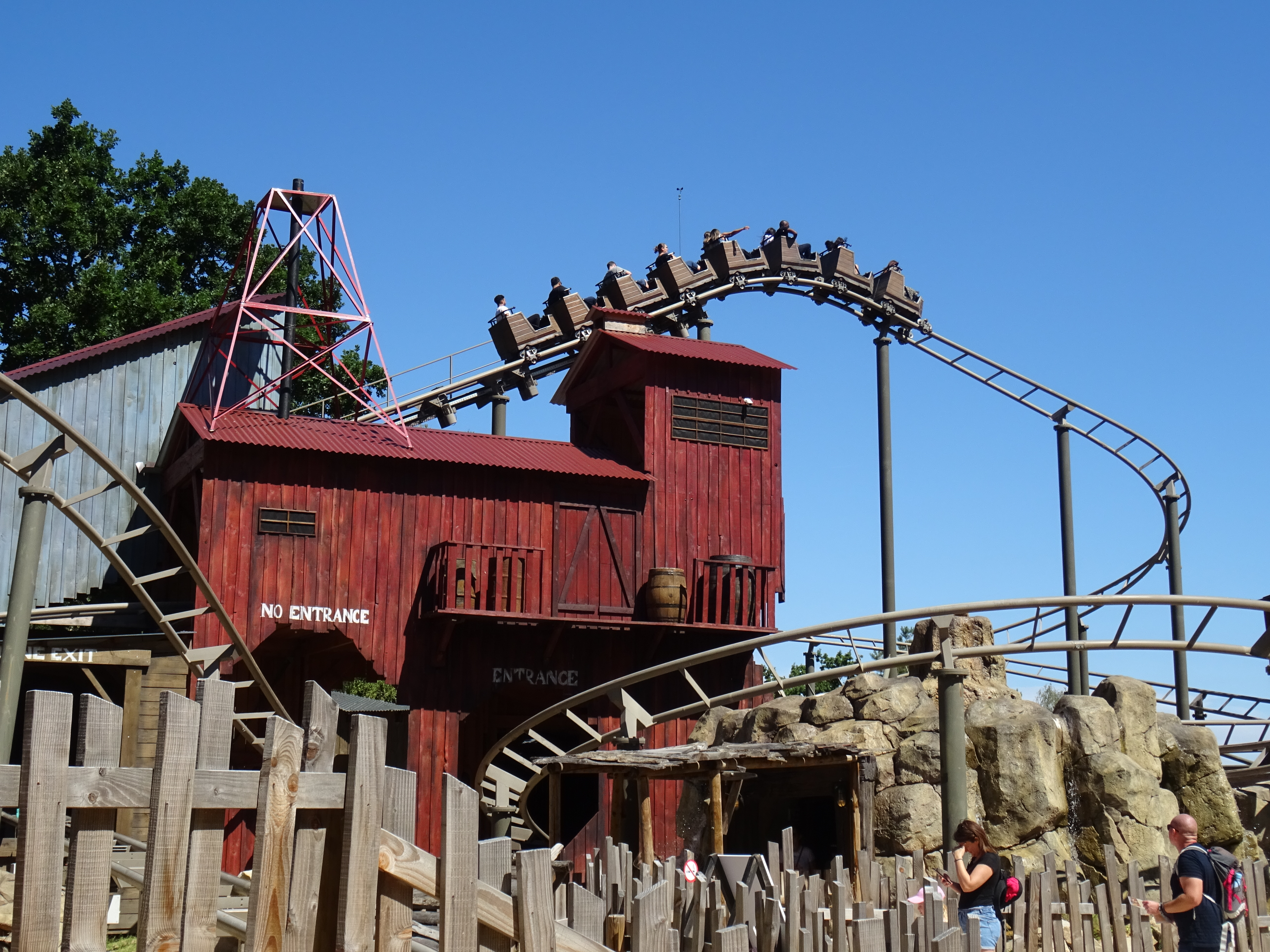
Silver Mountain à La Mer de Sable

#### Nouveau thème
| Nom                   | Type / Modèle   | Constructeur | Parc                      | Pays       | Anciennement             |
| --------------------- | --------------- | ------------ | ------------------------- | ---------- | ------------------------ |
| Balagos – Flying Game | Assises MK-1200 | Vekoma       | Avonturenpark Hellendoorn | Pays-Bas   | Tornado (1990 à 2020)    |
| Generator             | Boomerang       | Vekoma       | Walibi Rhône-Alpes        | France     | EqWalizer (2014 à 2020)  |
| Mine de Thor          | Wild Mouse      | Zamperla     | Walygator Sud-Ouest       | France     | Scratch (2011 à 2020)    |
| Woodstock Express     | Junior          | Chance Rides | Michigan's Adventure      | États-Unis | Big Dipper (1999 à 2019) |

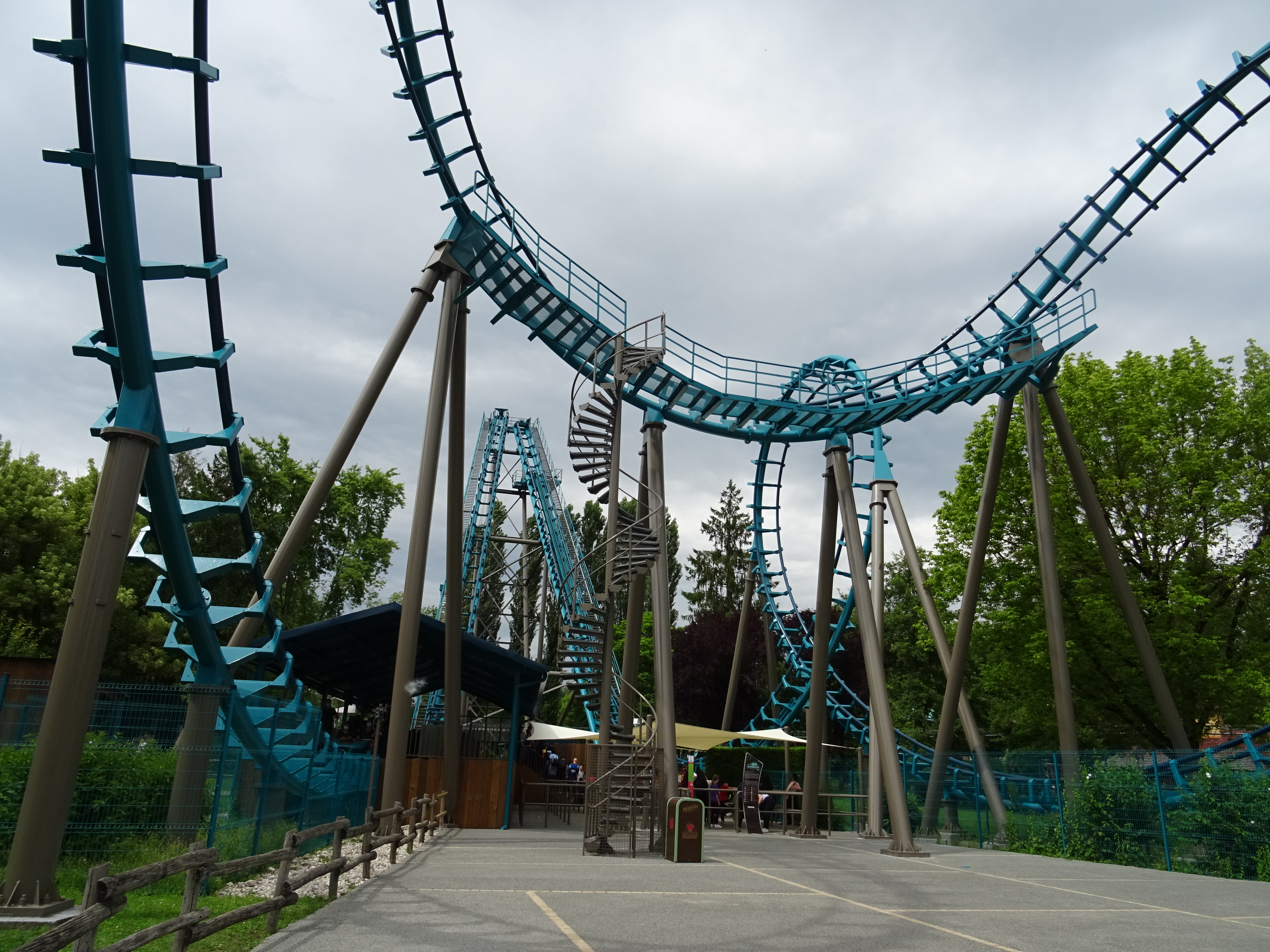
Generator à Walibi Rhône-Alpes
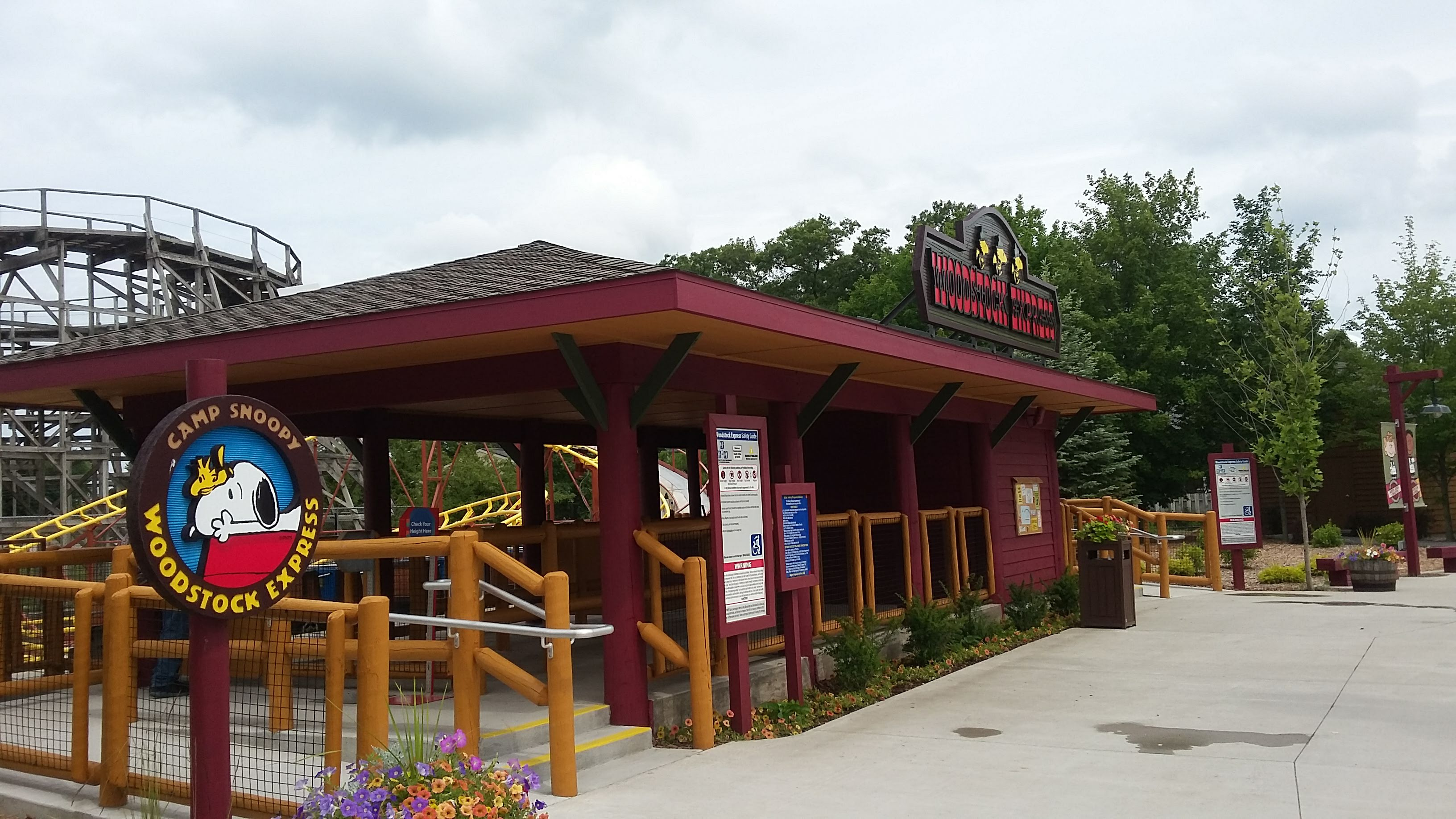
Woodstock Express à Michigan's Adventure

#### Nouveautés
| Nom                                 | Type / Modèle                          | Constructeur                          | Parc                                    | Pays                |
| ----------------------------------- | -------------------------------------- | ------------------------------------- | --------------------------------------- | ------------------- |
| Abyssus                             | Assises                                | Vekoma                                | Energylandia                            | Pologne             |
| All Speeds                          | Lancées                                | Intamin                               | Sunac Land Chengdu                      | Chine               |
| Apple Coaster                       | Junior                                 | Güven Lunapark                        | Fantasy Island (en)                     | Royaume-Uni         |
| Big Apple                           | Junior                                 | Levent Lunapark                       | Cotaland Austin                         | États-Unis          |
| Big Dipper                          | Single-rail                            | Intamin                               | Luna Park Sydney                        | Australie           |
| Blu Miner                           | Junior                                 | SBF Visa Group                        | Tetysblu Theme Park                     | Kazakhstan          |
| Blu Power                           | Aquatiques / Power Splash              | Mack Rides                            | Tetysblu Theme Park                     | Kazakhstan          |
| Boomerang                           | Family Boomerang                       | Vekoma                                | Yerevan Park                            | Arménie             |
| Boomerang                           | Navette                                | Gerstlauer                            | Luna Park Sydney                        | Australie           |
| Celestial Gauntlet                  | Assises                                | Vekoma                                | Oriental Heritage Yangqu                | Chine               |
| Cross Magic Ring                    | Assises                                | Beijing Shibaolai Amusement Equipment | Dragon Valley Theme Park                | Chine               |
| Decepticoaster                      | Assises                                | Bolliger & Mabillard                  | Universal Studios Beijing               | Chine               |
| Dragon                              | Métal                                  | Zierer                                | Legoland New-York                       | États-Unis          |
| Dragon's Apprentice                 | Junior                                 | Zamperla                              | Legoland New-York                       | États-Unis          |
| Dragon in the Jungle                | Assises                                | Vekoma                                | Dragon Valley Theme Park                | Chine               |
| Dragon Slayer                       | Quadridimensionnelle                   | S&S - Sansei Technologies             | Adventureland (Iowa)                    | États-Unis          |
| Dragon Train                        | En intérieur                           | Jinma Rides                           | Jinan Sunac Land                        | Chine               |
| EpiQ Coaster                        | Lancées                                | Premier Rides                         | Doha Quest                              | Qatar               |
| Fighter Jet                         | Assises                                | Vekoma                                | Fanta Park Glorious Orient              | Chine               |
| Fighter Jet                         | Assises                                | Vekoma                                | Fanta Park Glorious Orient              | Chine               |
| Flash Coaster                       | Assises                                | Zierer                                | Yerevan Park                            | Arménie             |
| Flight of the Hippogriff            | Métal                                  | Mack Rides                            | Universal Studios Beijing               | Chine               |
| Fly with Flap                       | Suspendus                              | Extrême Engineering                   | Doha Quest                              | Qatar               |
| Fridolin's verrückter Zauberexpress | Lancées                                | ART Engineering                       | Fantasiana                              | Autriche            |
| Frontline Charge                    | Family Boomerang                       | Vekoma                                | Fanta Park Glorious Orient              | Chine               |
| Frontline Charge                    | Family Boomerang                       | Vekoma                                | Fanta Park Glorious Orient              | Chine               |
| Giant Digger                        | Lancées                                | Mack Rides                            | Lotte's Magic Forest                    | Corée du Sud        |
| Grand Prix Racers                   | Assises                                | SBF Visa Group                        | Gulliver's Valley Resort                | Royaume-Uni         |
| Gravitrax                           | Tournoyantes                           | SBF Visa Group                        | Ravensburger Spieleland                 | Allemagne           |
| Happy Coaster                       | Tournoyantes                           | SBF Visa Group                        | Yerevan Park                            | Arménie             |
| Jersey Devil Coaster (en)           | Single-rail                            | Rocky Mountain Construction           | Six Flags Great Adventure               | États-Unis          |
| John Wick: Open Contract            | Quadridimensionnelles                  | S&S - Sansei Technologies             | Motiongate Dubai                        | Émirats arabes unis |
| Jungle Dragon                       | Assises                                | Vekoma                                | Dragon Valley Theme Park                | Chine               |
| Jurassic Flyers                     | Inversées E-powered                    | Mack Rides                            | Universal Studios Beijing               | Chine               |
| Kondaa                              | Métal / Méga                           | Intamin                               | Walibi Belgium                          | Belgique            |
| Krampus Expédition                  | Aquatiques                             | Mack Rides                            | Nigloland                               | France              |
| Light Explorer                      | Family Boomerang                       | Vekoma                                | Energylandia                            | Pologne             |
| Light Of Revenge                    | Lancées                                | Intamin                               | Happy Valley (Nanjing)                  | Chine               |
| Lil' Devil Coaster                  | Junior                                 | Zamperla                              | Six Flags Great Adventure               | États-Unis          |
| Little Nipper                       | Junior                                 | Preston & Barbieri                    | Luna Park Sydney                        | Australie           |
| Loop-Dee-Doop-Dee                   | En intérieur                           | Jinma Rides                           | Universal Studios Beijing               | Chine               |
| Merkant                             | Junior                                 | Gerstlauer                            | Mandoria                                | Pologne             |
| Mission Ferrari                     | En intérieur                           | Dynamic Attractions                   | Ferrari World Abu Dhabi                 | Émirats arabes unis |
| Monster                             | Inversées                              | Bolliger & Mabillard                  | Gröna Lund                              | Suède               |
| Movie Park Studio Tour              | En intérieur                           | Intamin                               | Movie Park Germany                      | Allemagne           |
| Mroczny Dwór                        | Tournoyantes                           | SBF Visa Group                        | Mandoria                                | Pologne             |
| Namazu                              | Métal                                  | Intamin                               | Vulcania                                | France              |
| Now You See Me: High Roller         | Tournoyantes                           | Maurer Rides                          | Motiongate Dubai                        | Émirats arabes unis |
| Orochi                              | À véhicules suspendus                  | Vekoma                                | Parc du Bocasse                         | France              |
| Oryx Express                        | Vekoma Junior Coaster                  | Vekoma                                | Doha Quest                              | Qatar               |
| Phoenix                             | Inversées                              | Vekoma                                | Deno's Wonder Wheel Amusement Park (en) | États-Unis          |
| Pine Tree Rocket                    | Family Boomerang                       | Vekoma                                | Oriental Heritage Yangqu                | Chine               |
| Puppy Coaster                       | Junior                                 | Beijing Shibaolai Amusement Equipment | Oriental Heritage Yangqu                | Chine               |
| Rockin' Blu                         | Tournoyantes                           | Mack Rides                            | Tetysblu Theme Park                     | Kazakhstan          |
| Royal Knight                        | Junior                                 | Jinma Rides                           | Jinan Sunac Land                        | Chine               |
| Sky Track                           | Junior                                 |                                       | Fanta Park Glorious Orient              | Chine               |
| Space Factory                       | Inversées                              | Gerstlauer                            | Yomiuri Land                            | Japon               |
| Space Twister                       | Tournoyantes                           | SBF Visa Group                        | Doha Quest                              | Qatar               |
| Spinning Coaster                    | Tournoyantes                           | Nanfang Amusement Rides               | Jinan Sunac Land                        | Chine               |
| Steel Taipan                        | Lancées                                | Mack Rides                            | Dreamworld                              | Australie           |
| Storm Chaser                        | Tournoyantes                           | Mack Rides                            | Paulton's Park                          | Royaume-Uni         |
| Stunt Pilot                         | Single-rail                            | Rocky Mountain Construction           | Silverwood Theme Park                   | États-Unis          |
| Taxi #1                             | Junior                                 | Zamperla                              | Bollywood Parks Dubai                   | Émirats arabes unis |
| The Ride to Happiness               | Tournoyantes / Xtreme Spinning Coaster | Mack Rides                            | Plopsaland De Panne                     | Belgique            |
| Treasure Minecar                    | Train de la mine                       |                                       | Jinan Sunac Land                        | Chine               |
| Twin Dragon                         | Acier                                  | Jinma Rides                           | Dragon Valley Theme Park                | Chine               |
| Valkyrie                            | Navette                                | Gerstlauer                            | Gyeongju World                          | Corée du Sud        |
| VelociCoaster                       | Lancées                                | Intamin                               | Universal's Islands of Adventure        | États-Unis          |
| Vikova Horska Draga                 | Junior                                 | Zierer                                | Majaland Praha                          | Tchéquie            |
| Wicky                               | Junior                                 | SBF Visa Group                        | Freizeitpark Familienland               | Autriche            |
| Wooden Dragons Roller Coaster       | Bois                                   | Martin & Vleminckx                    | Jinan Sunac Land                        | Chine               |
| Yan Coaster                         | Vekoma Junior Coaster                  | Vekoma                                | Yerevan Park                            | Arménie             |

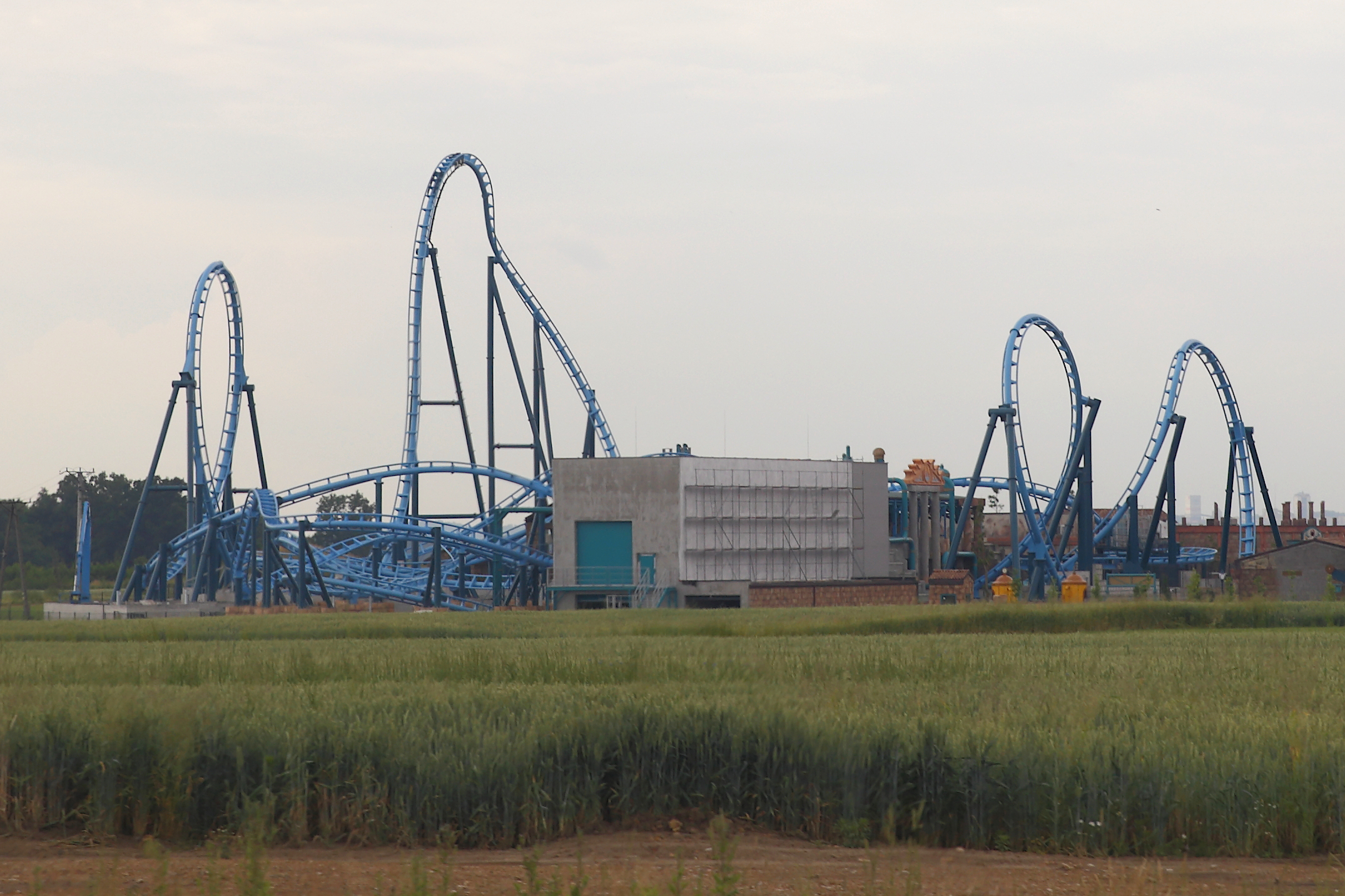
Abyssus à Energylandia
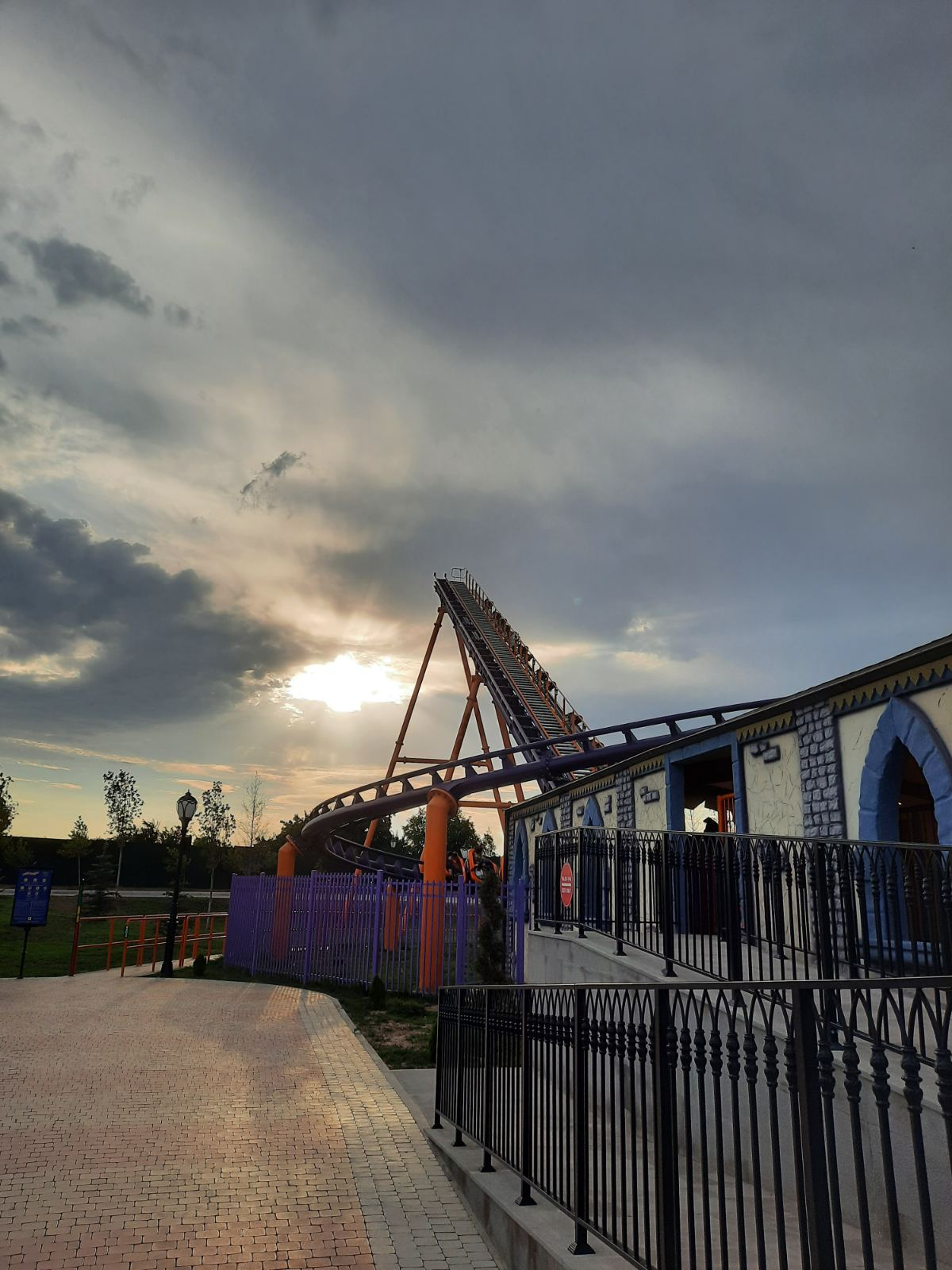
Boomerang à Yerevan Park
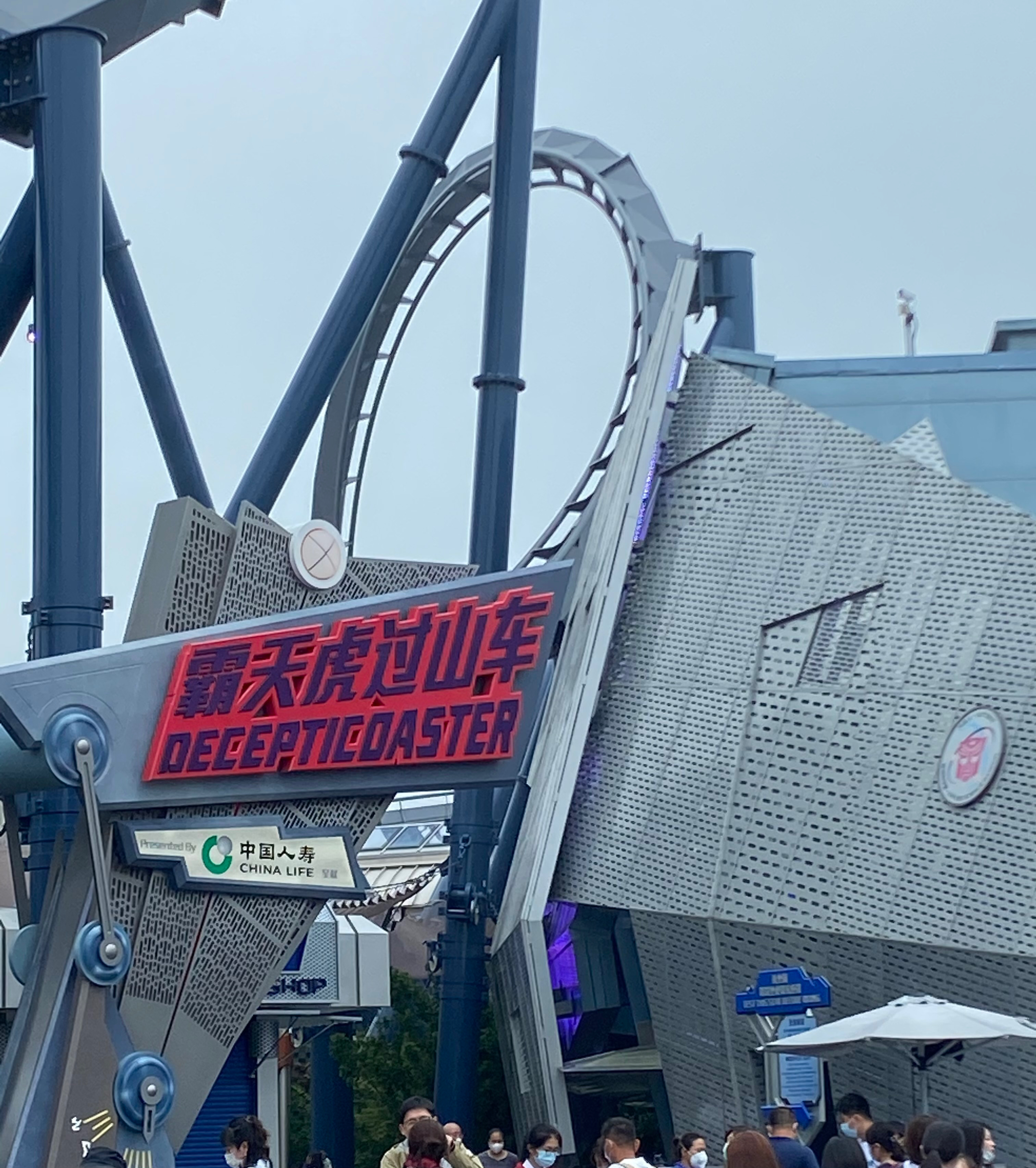
Decepticoaster à Universal Studios Beijing
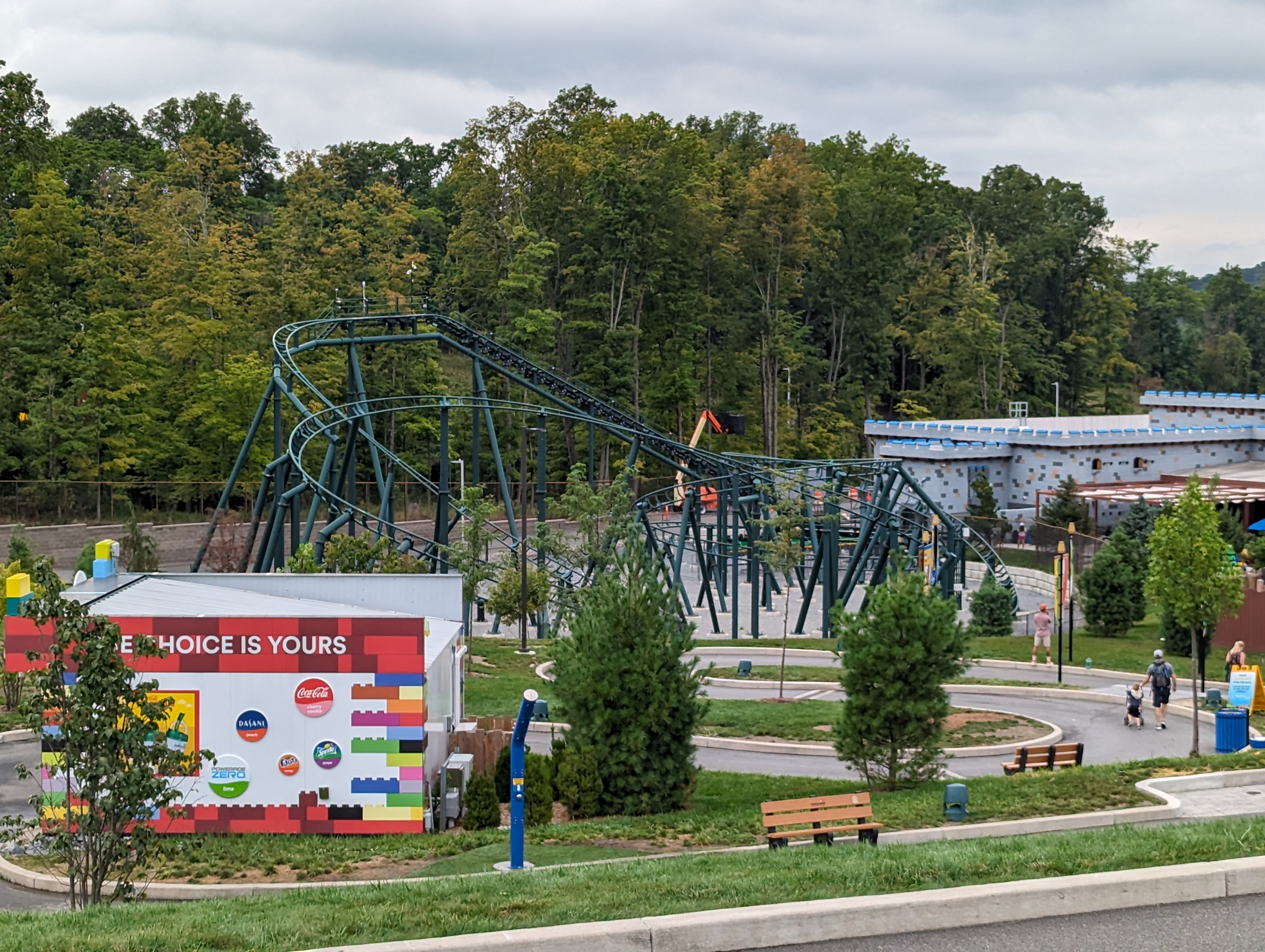
Dragon à Legoland New-York
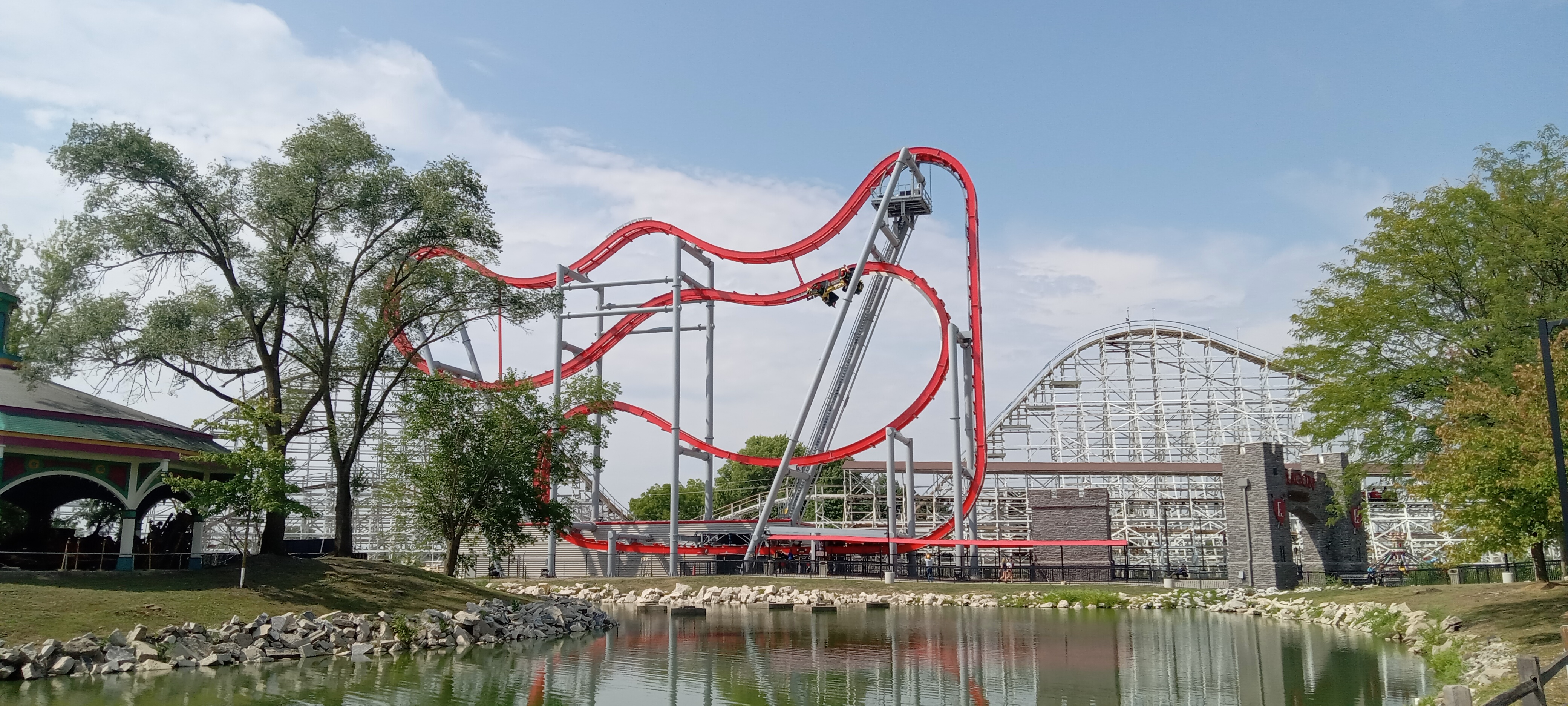
Dragon Slayer à Adventureland.
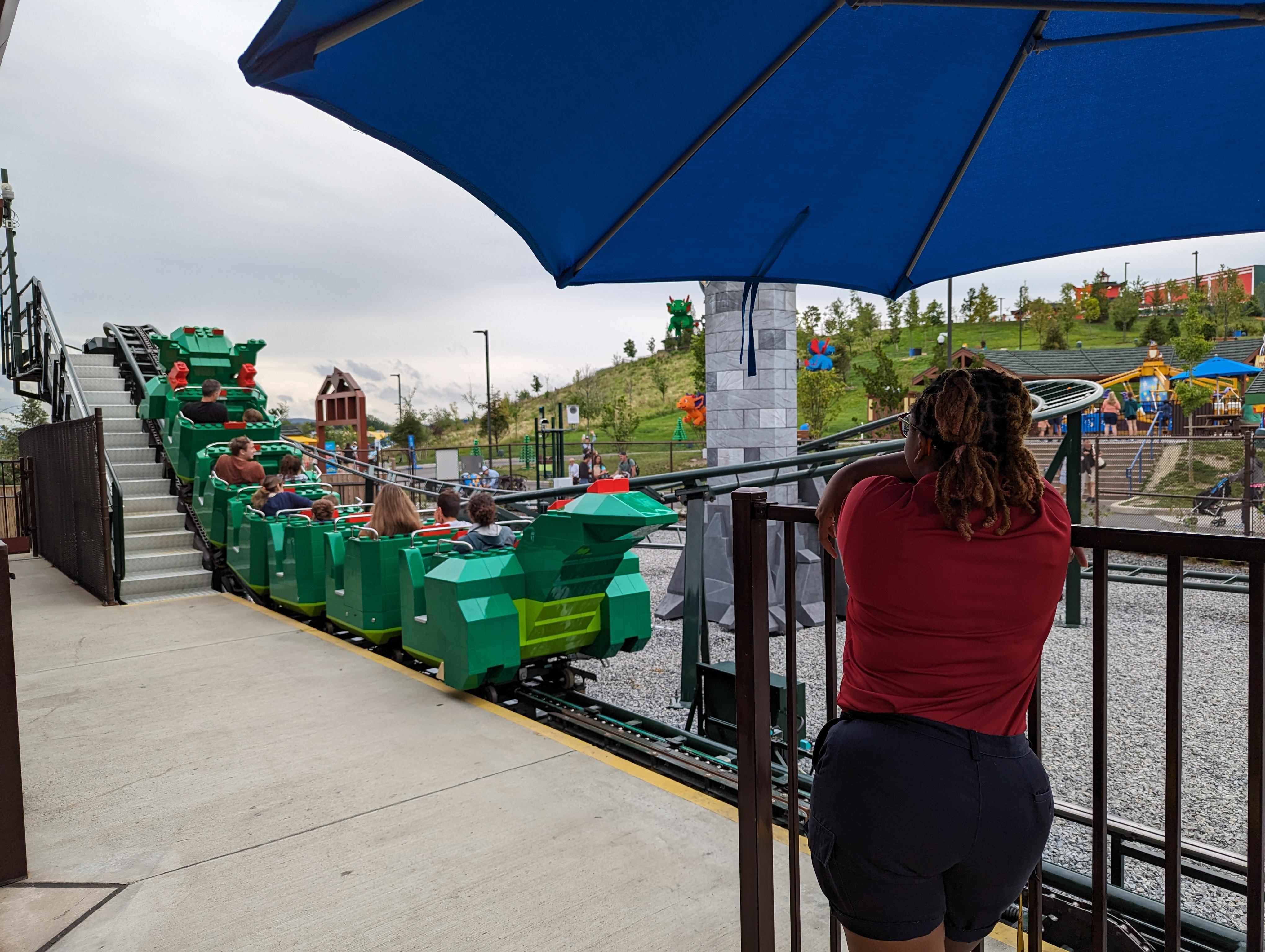
Dragon's Apprentice à Legoland New-York
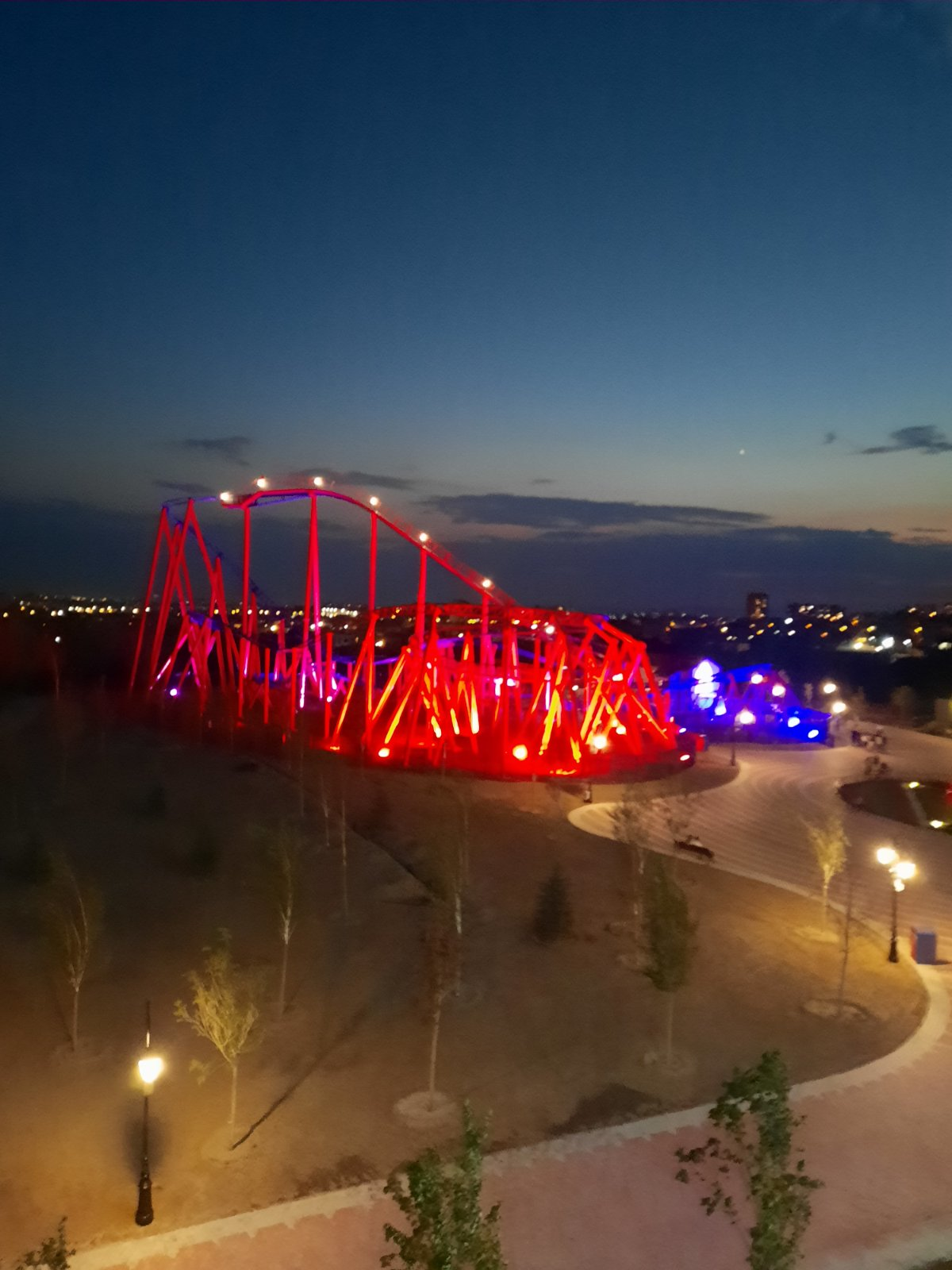
Flash Coaster à Yerevan Park
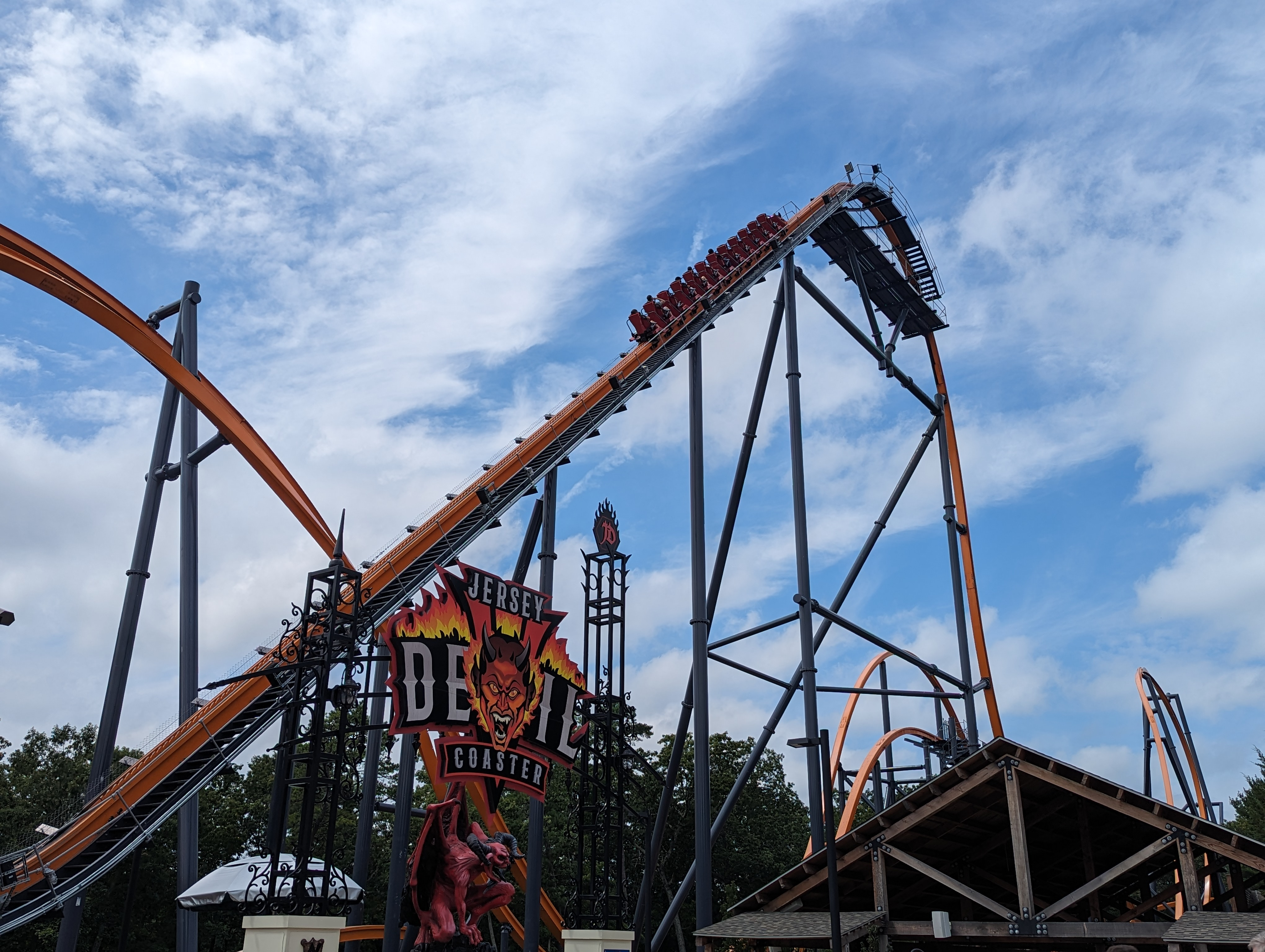
Jersey Devil Coaster à Six Flags Great Adventure
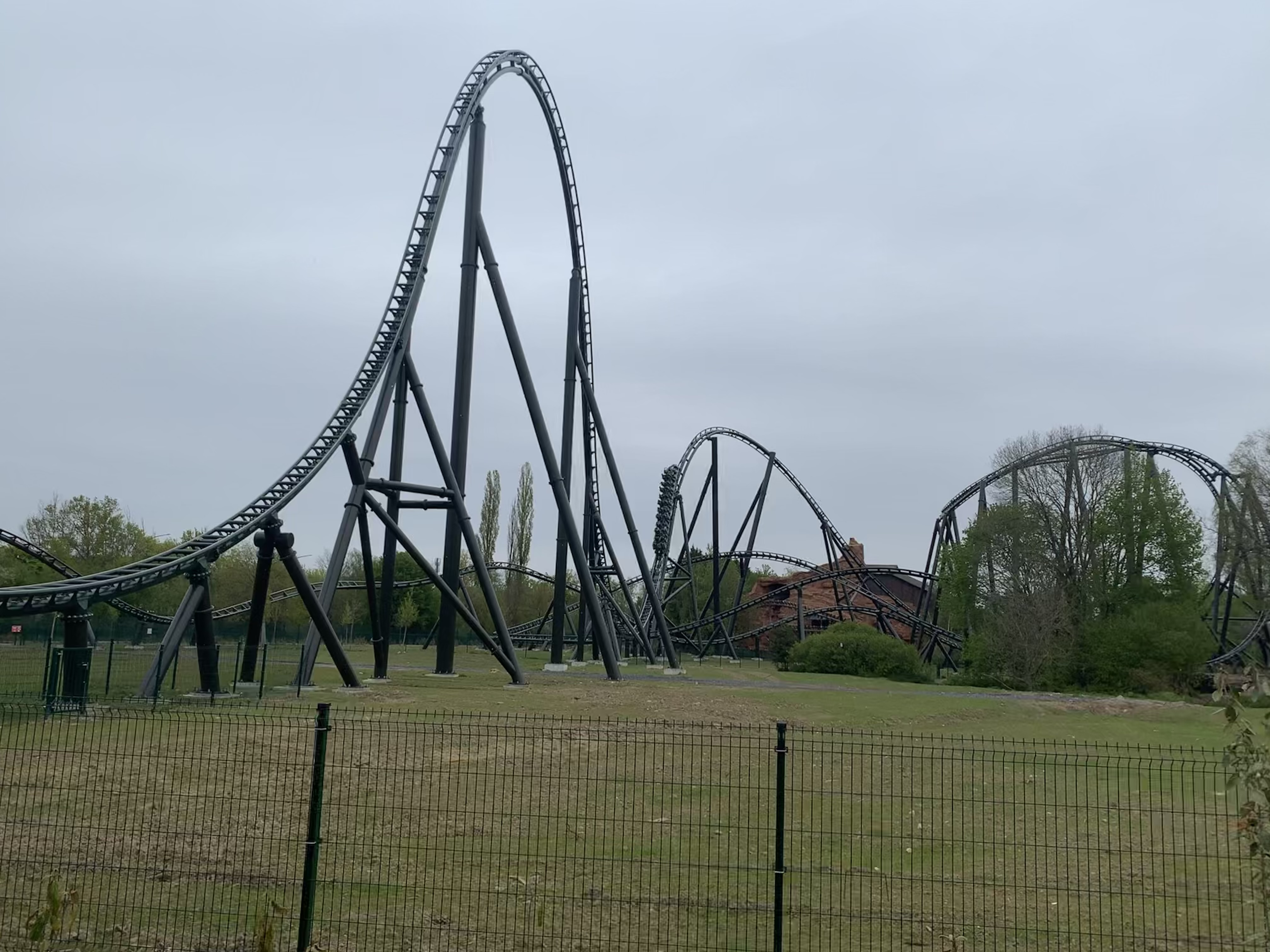
Kondaa à Walibi Belgium
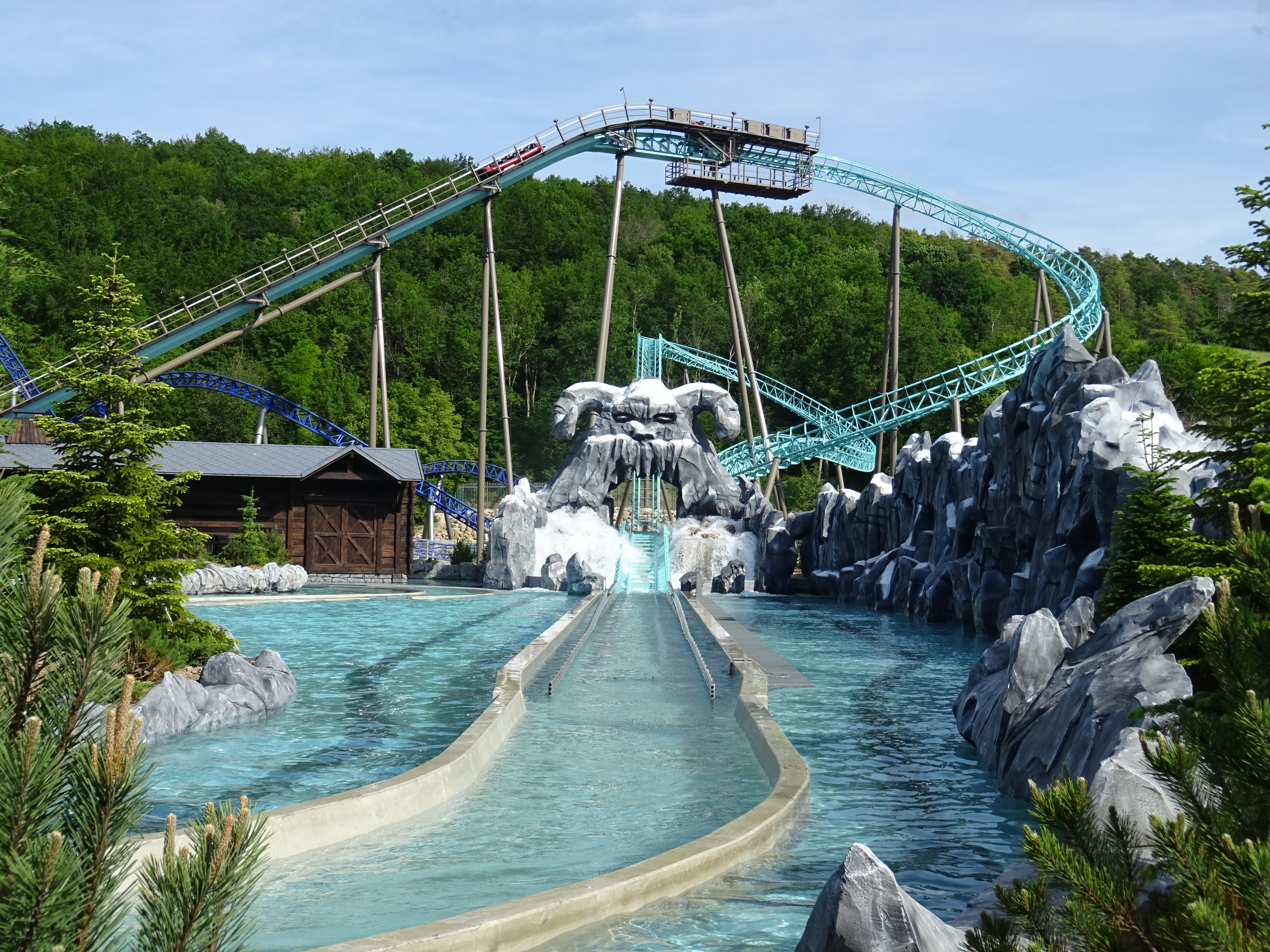
Krampus Expédition à Nigloland
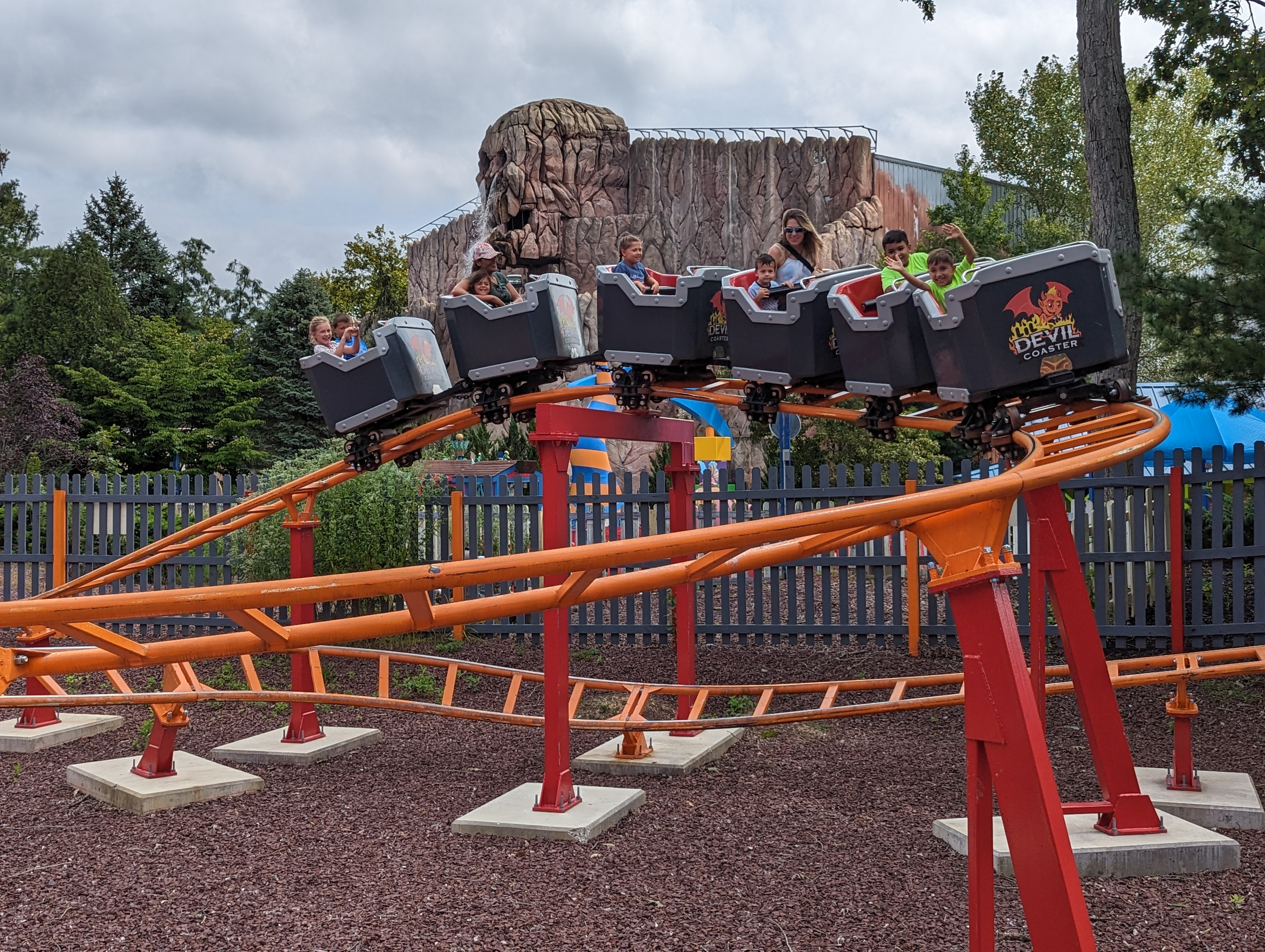
Lil' Devil Coaster à Six Flags Great Adventure
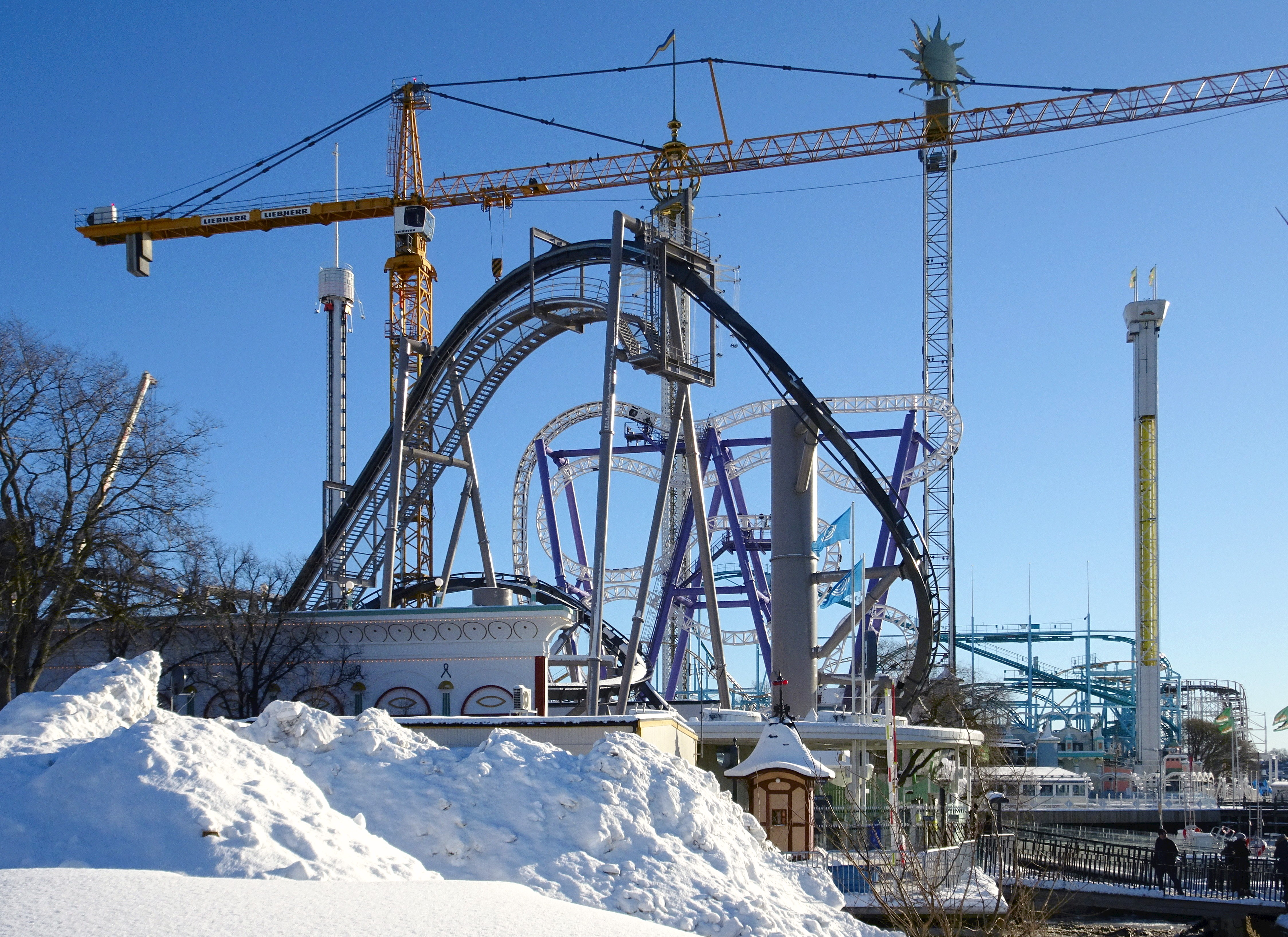
Construction de Monster à Gröna Lund
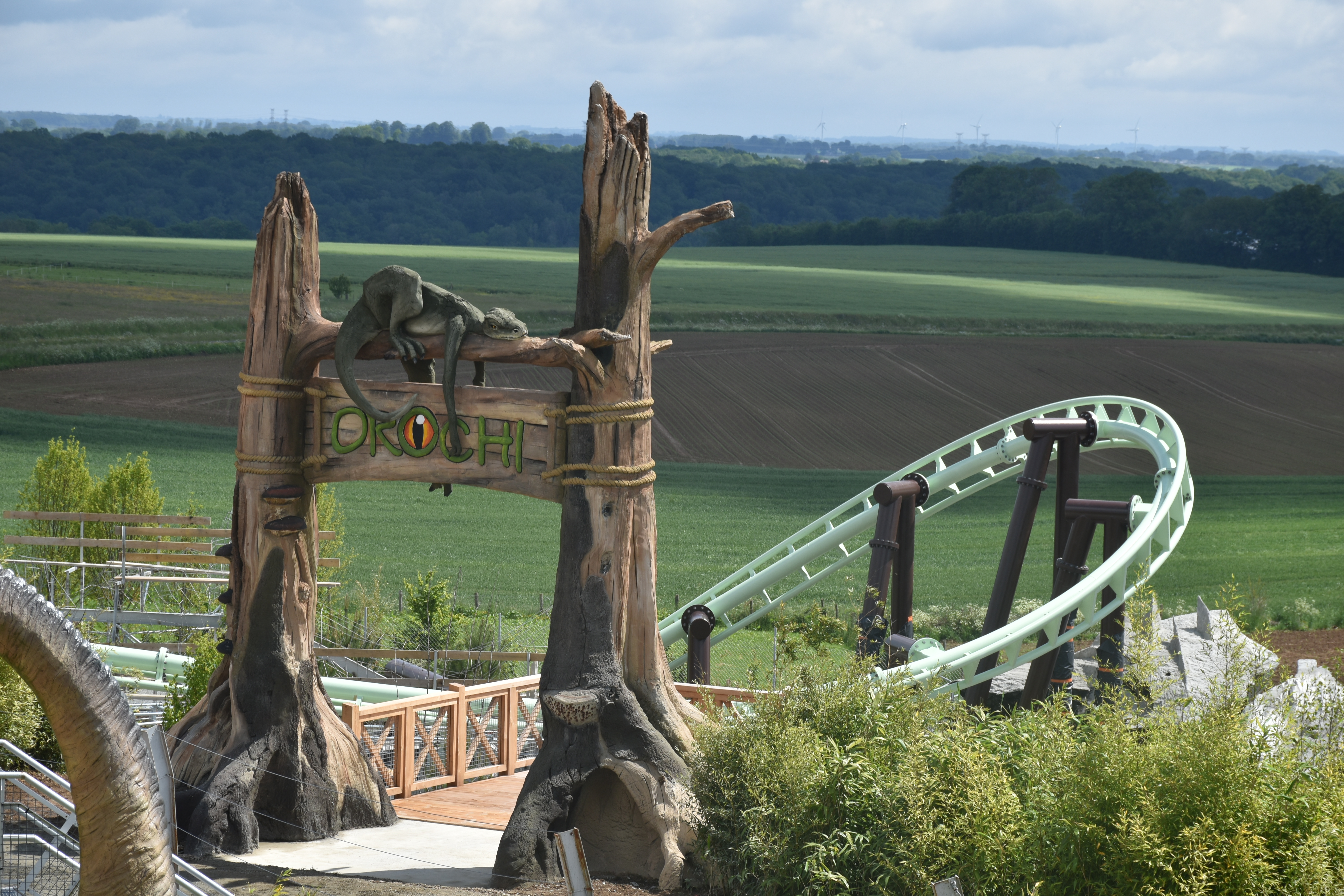
Orochi au parc du Bocasse
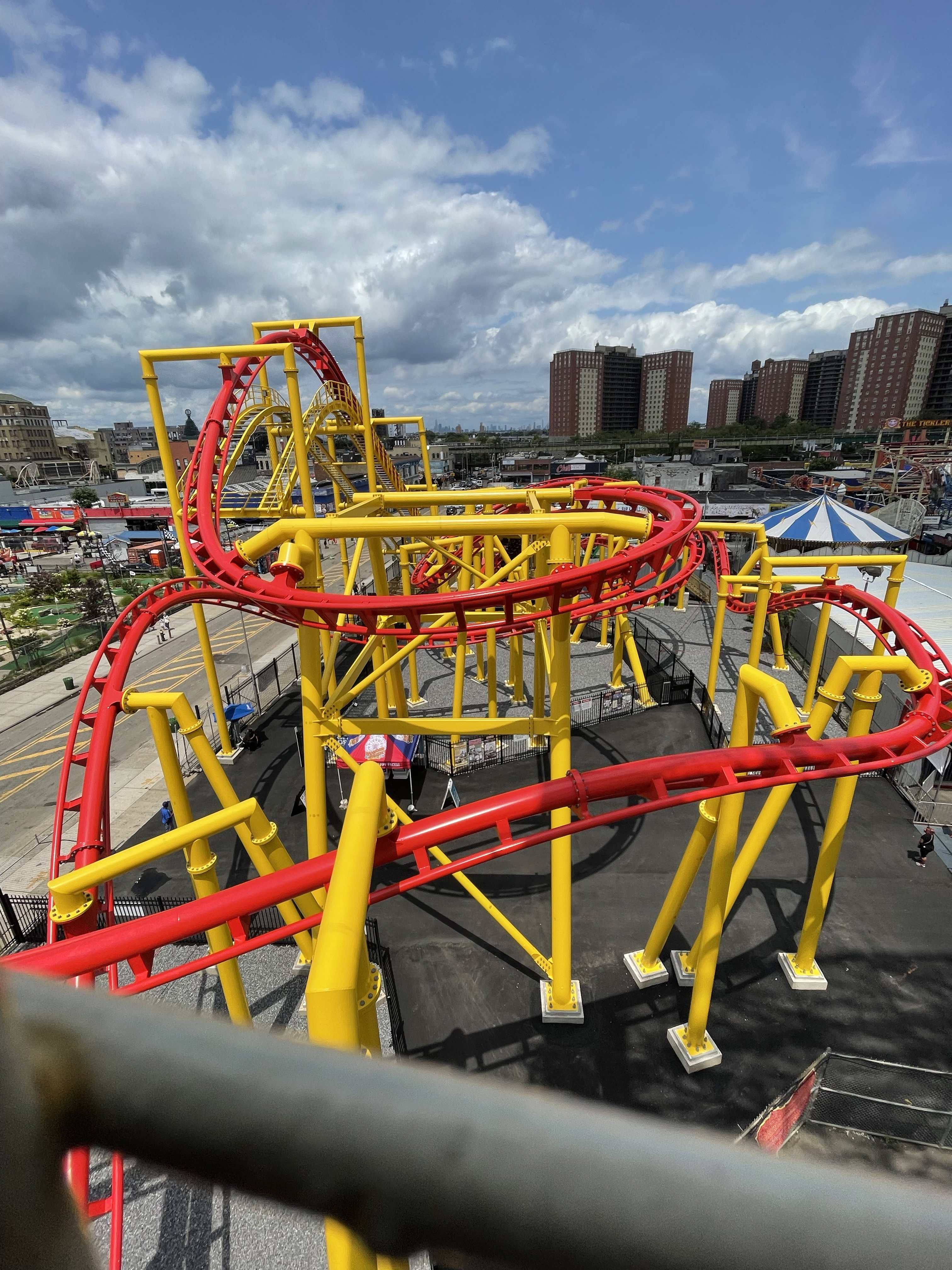
Phoenix à Deno's Wonder Wheel Amusement Park (en)
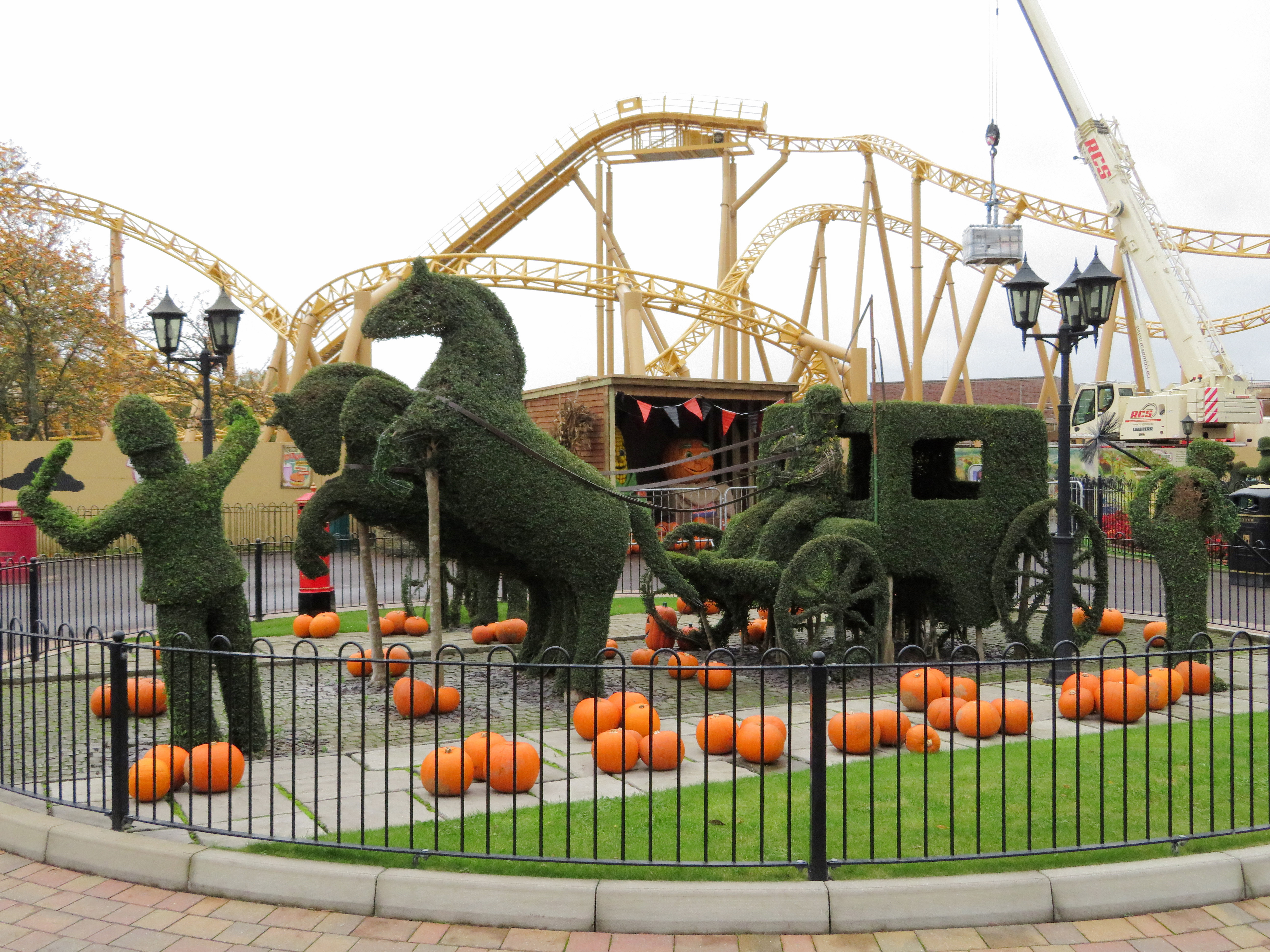
Storm Chaser à Paulton's Park
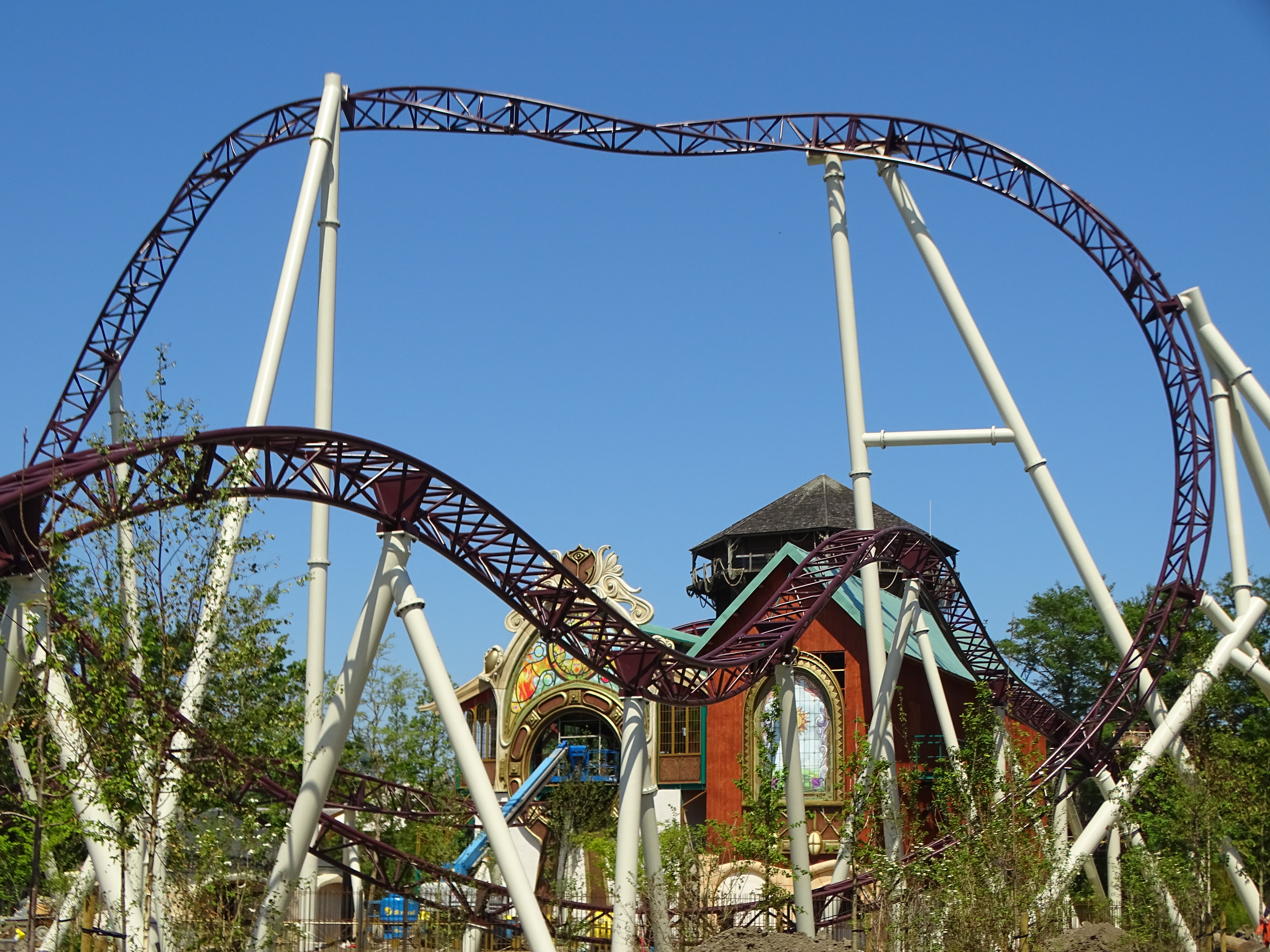
The Ride to Happiness à Plopsaland De Panne
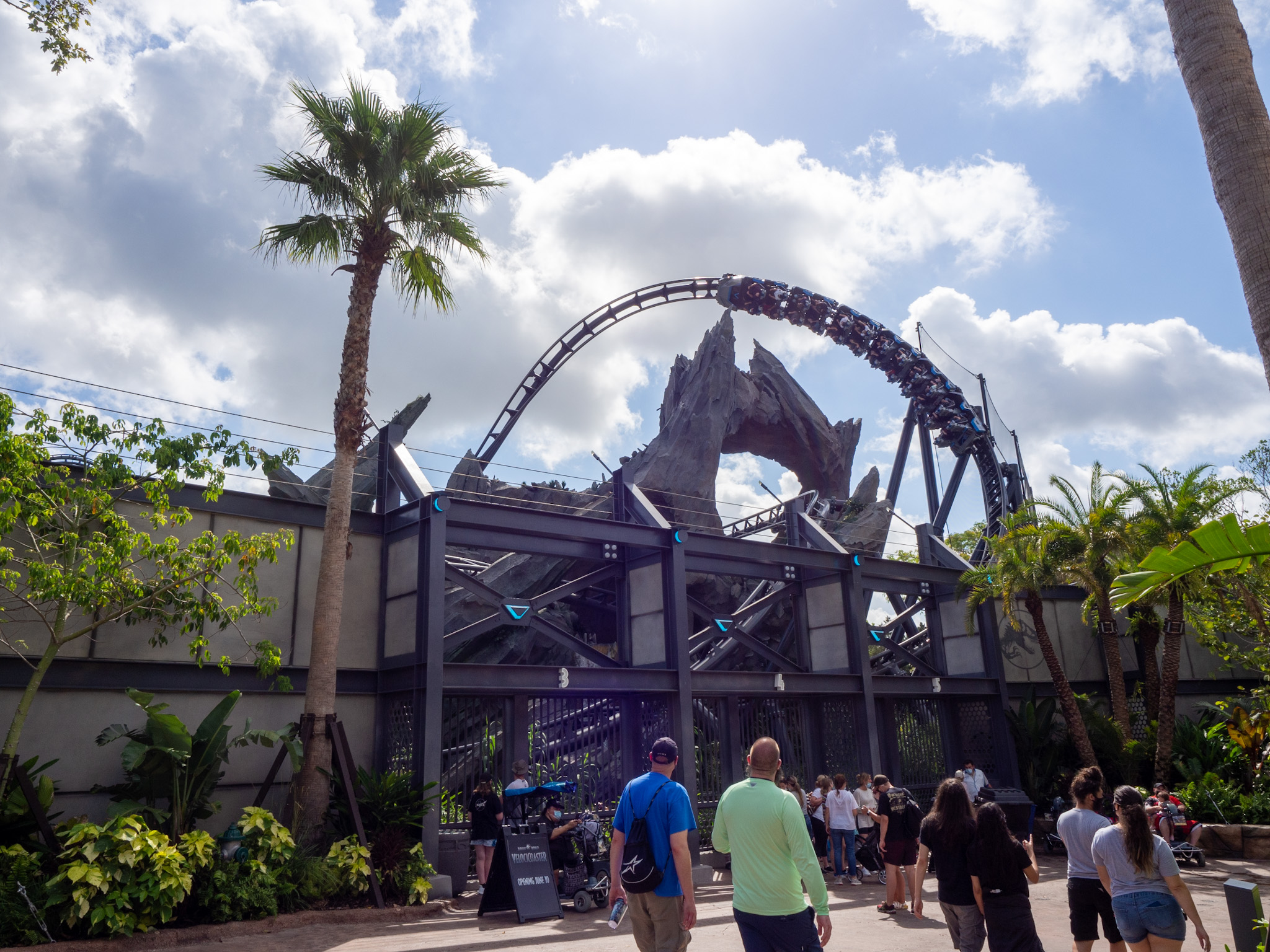
VelociCoaster à Universal's Islands of Adventure

### Autres attractions
| Nom                                          | Type / Modèle                   | Constructeur                                              | Parc                            | Pays                |
| -------------------------------------------- | ------------------------------- | --------------------------------------------------------- | ------------------------------- | ------------------- |
| Abraa Ka Dabra                               | Rockin' Tug                     |                                                           | Bollywood Parks Dubai           | Émirats arabes unis |
| Apocalypseburg Sky Battle                    | Aerobat                         | Technical Park                                            | Legoland Billund                | Danemark            |
| Awilda's Adventure Tour                      | Bûches junior                   | Soquet                                                    | Hansa-Park                      | Allemagne           |
| Awilda's Lookout                             | Tour de chute                   | Zierer                                                    | Hansa-Park                      | Allemagne           |
| Baby Touro River                             | Bûches junior                   | Soquet                                                    | Touroparc Zoo                   | France              |
| Beagle Scout Lookout                         | Balloon Race                    | Zamperla                                                  | Michigan's Adventure            | États-Unis          |
| Berg und Talbahn                             | Music Express                   | Mack Rides                                                | Ticiland                        | Suisse              |
| Bollywood Skyflyer                           | Star Flyer                      | Funtime                                                   | Bollywood Parks Dubai           | Émirats arabes unis |
| Boomerang                                    | Boomerang                       | Fabbri Group                                              | Family Park                     | France              |
| Bumblebee Boogie                             | Tasses                          |                                                           | Universal Studios Beijing       | Chine               |
| Camp Bus                                     | Crazy Bus                       | Zamperla                                                  | Michigan's Adventure            | États-Unis          |
| Carrousel de Gil et Jo                       | Carrousel                       |                                                           | Plopsa Station Antwerpen        | Belgique            |
| Catwoman Whip                                | Booster                         | Funtime                                                   | Six Flags St. Louis             | États-Unis          |
| Croc Drop                                    | Tour de chute                   | SBF Visa Group                                            | Chessington World of Adventures | Royaume-Uni         |
| Cyclonator                                   | Midi Discovery 360              | Zamperla                                                  | Paulton's Park                  | Royaume-Uni         |
| Dare Devil Dive Flying Machines              | Air Race                        | Zamperla                                                  | Six Flags Fiesta Texas          | États-Unis          |
| Despicable Me: Minion Mayhem                 | Cinéma dynamique                | Infitec / Universal Creative / Illumination Entertainment | Universal Studios Beijing       | Chine               |
| Die Große Welle                              | Disk'O Coaster                  | Zamperla                                                  | Holiday Park                    | Allemagne           |
| Emmet's Flying Adventure - Masters of Flight | Flying theater                  | Brogent Technologies                                      | Legoland Billund                | Danemark            |
| Fight Ippatsu                                | Tour de chute                   | Zierer                                                    | Yomiuri Land                    | Japon               |
| Fire & Ice Freefall                          | Tour de chute                   | Zierer                                                    | Legoland Windsor                | Royaume-Uni         |
| Flight of the Sky Lion                       | Flying theater                  | Brogent Technologies                                      | Legoland Windsor                | Royaume-Uni         |
| Gangsta Granny: The Ride                     | Parcours scénique               |                                                           | Alton Towers                    | Royaume-Uni         |
| Grande Roue (la)                             | Grande roue                     | Technical Park                                            | Papéa Parc                      | France              |
| Grande Roue (la)                             | Grande roue                     | Kiliç Lunapark                                            | Magic Park Land                 | France              |
| Graes Hoppen                                 | Move-It 24                      | KMG                                                       | Bakken                          | Danemark            |
| Harley Quinn Spinsanity                      | Giant Discovery                 | Zamperla                                                  | Six Flags America               | États-Unis          |
| Harry Potter and the Forbidden Journey       | Parcours scénique / Robocoaster | Kuka, Dynamic Structures                                  | Universal Studios Beijing       | Chine               |
| Hawa Hawai                                   | Kite Flyer                      | Zamperla                                                  | Bollywood Parks Dubai           | Émirats arabes unis |
| Hotel Transylvania                           | Parcours scénique               | Heimotion/ETF Ride Systems                                | Dream Island                    | Russie              |
| Jurassic World Adventure                     | Parcours scénique               |                                                           | Universal Studios Beijing       | Chine               |
| K3 Disco Cars                                | Auto-tamponneuse                |                                                           | Plopsa Station Antwerpen        | Belgique            |
| Kangourou                                    | Kangaroo                        | Kiliç Lunapark                                            | Magic Park Land                 | France              |
| Knott's Bear-y Tales: Return to the Fair     | Parcours scénique interactif    | Triotech                                                  | Knott's Berry Farm              | États-Unis          |
| Kung Fu Panda Journey of the Dragon Warrior  | Parcours scénique               |                                                           | Universal Studios Beijing       | Chine               |
| La Girándola                                 | Nebulaz                         | Zamperla                                                  | Xetulul                         | Guatemala           |
| Lego Factory Adventure                       | Parcours scénique               | Holovis / ETF Ride Systems                                | Legoland New York               | États-Unis          |
| Magic Bikes                                  | Magic Bikes                     | Zamperla                                                  | Ticiland                        | Suisse              |
| Majas wilde Schwestern                       | Sky Fly                         | Gerstlauer                                                | Karls Erlebnis-Dorf Rövershagen | Allemagne           |
| Mario Kart: Koopa's Challenge                | Parcours scénique               |                                                           | Universal Studios Japan         | Japon               |
| Manège de Bumba (le)                         | Jump Around                     | Zamperla                                                  | Plopsa Station Antwerpen        | Belgique            |
| Marmites (les)                               | Tasses                          | Technical Park                                            | Parc de la Vallée               | France              |
| Merlin and the Magic Circle                  | Sling Shot                      | Funtime                                                   | Freizeit-Land Geiselwind        | Allemagne           |
| Nebulaz                                      | Nebulaz                         | Zamperla                                                  | Magic Kass                      | Israël              |
| Monsoon Masti                                | Twist 'n' Splash                | Zamperla                                                  | Bollywood Parks Dubai           | Émirats arabes unis |
| Mud Buggies                                  | Jump Around                     | Zamperla                                                  | Michigan's Adventure            | États-Unis          |
| Octopus Splash Attack                        | Splash Battle                   | SBF Visa Group                                            | Kingoland                       | France              |
| Odysseus                                     | Pegasus 30                      | Technical Park                                            | Parc des Combes                 | France              |
| Okavango River                               | Bûches                          | Hafema                                                    | Jaderpark                       | Allemagne           |
| Orlando Free Fall                            | Tour de chute                   | Funtime                                                   | ICON Park                       | États-Unis          |
| Orlando Slingshot                            | Reverse bungee                  | Funtime                                                   | ICON Park                       | États-Unis          |
| Piñata                                       | Music Express                   | Zierer                                                    | OK Corral                       | France              |
| Polar Compass                                | Nebulaz                         | Zamperla                                                  | Dream Island                    | Russie              |
| Polyp                                        | Polyp                           |                                                           | Indiana Beach                   | États-Unis          |
| Remy's Ratatouille Adventure                 | Parcours scénique interactif    | WDI                                                       | Epcot                           | États-Unis          |
| Rodeo Ki Sawari                              | Demolition Derby                | Zamperla                                                  | Bollywood Parks Dubai           | Émirats arabes unis |
| Rocket                                       | Tour de chute                   | Zamperla                                                  | Bollywood Parks Dubai           | Émirats arabes unis |
| Sledgehammer                                 | Discovery 360                   | Zamperla                                                  | Luna Park Sydney                | Australie           |
| Splash Piranha                               | Water Jumble                    | Ride Engineers Switzerland                                | Parc Spirou                     | France              |
| Star Voyager                                 | Starshape                       | Zierer                                                    | Marineland du Canada            | Canada              |
| Superschaukel                                | Super Swing                     | Ride Engineers Switzerland                                | Edelwies                        | Allemagne           |
| Supergirl Sky Flyer                          | Endeavour                       | Zamperla                                                  | Six Flags New England           | États-Unis          |
| Skovturen                                    | Parcours de petits camions      | Zamperla                                                  | Farup Sommerland                | Danemark            |
| Splash Battle                                | Splash Battle                   | Mack Rides                                                | Holiday Park                    | Allemagne           |
| Stellarium                                   | Nebulaz                         | Zamperla                                                  | Familypark                      | Autriche            |
| Tanga no 13                                  | Crazy Bus                       | Zamperla                                                  | Bollywood Parks Dubai           | Émirats arabes unis |
| Tempête en mer (la)                          | Frisbee                         | Zamperla                                                  | Plopsa Station Antwerpen        | Belgique            |
| The Flight of the Sky Lion                   | Flying theater                  | Brogent Technologies                                      | Legoland Windsor                | Royaume-Uni         |
| The Secret Life of Pets: Off the Leash       | Parcours scénique interactif    | S&S - Sansei Technologies                                 | Universal Studios Hollywood     | États-Unis          |
| Tidal Wave Twister                           | Disk'O Coaster                  | Zamperla                                                  | Energylandia                    | Pologne             |
| Tidsmaskinen                                 | Nebulaz                         | Zamperla                                                  | Bakken                          | Danemark            |
| Time Travel                                  | Nebulaz                         | Zamperla                                                  | Doha Quest                      | Qatar               |
| Tour de Chute de Wickie (la)                 | Tour de chute                   | Zierer                                                    | Plopsa Station Antwerpen        | Belgique            |
| Trail Blazers                                | Speedway                        | Zamperla                                                  | Michigan's Adventure            | États-Unis          |
| Turbulences                                  | Aerobat Rush Flight             | Technical Park                                            | Family Park                     | France              |
| Underlandet                                  | Parcours scénique               | Gosetto, P&P Projects                                     | Liseberg                        | Suède               |
| Unikitty's Disco Drop                        | Tour de chute                   | Zierer                                                    | Legoland Billund                | Danemark            |
| Vélos volants (les)                          | Magic Bikes                     | Zamperla                                                  | Plopsa Station Antwerpen        | Belgique            |
| Villa Vendetta                               | Parcours à pied                 |                                                           | Tivoli Gardens                  | Danemark            |
| Voladores                                    | Aerobat Rush Flight             | Technical Park                                            | OK Corral                       | France              |
| Vortex                                       | Top Spin                        | Huss Park Attractions                                     | Sea World                       | Australie           |
| Water Mania                                  | Watermania                      | Zamperla                                                  | Ticiland                        | Suisse              |
| Web Slingers: A Spider-Man Adventure         | Parcours scénique interactif    | Walt Disney Imagineering                                  | Disney California Adventure     | États-Unis          |
| Wheel of Stars                               | Grande roue                     | Zamperla                                                  | Bollywood Parks Dubai           | Émirats arabes unis |
| Windmill Towers                              | Tour de chute junior            | Zierer                                                    | Paulton's Park                  | Royaume-Uni         |
| Woodies (les)                                | Apollo Sidecars                 | Technical Park                                            | Parc Bagatelle                  | France              |
| Yoshi's Adventure                            | Convoy                          |                                                           | Universal Studios Japan         | Japon               |

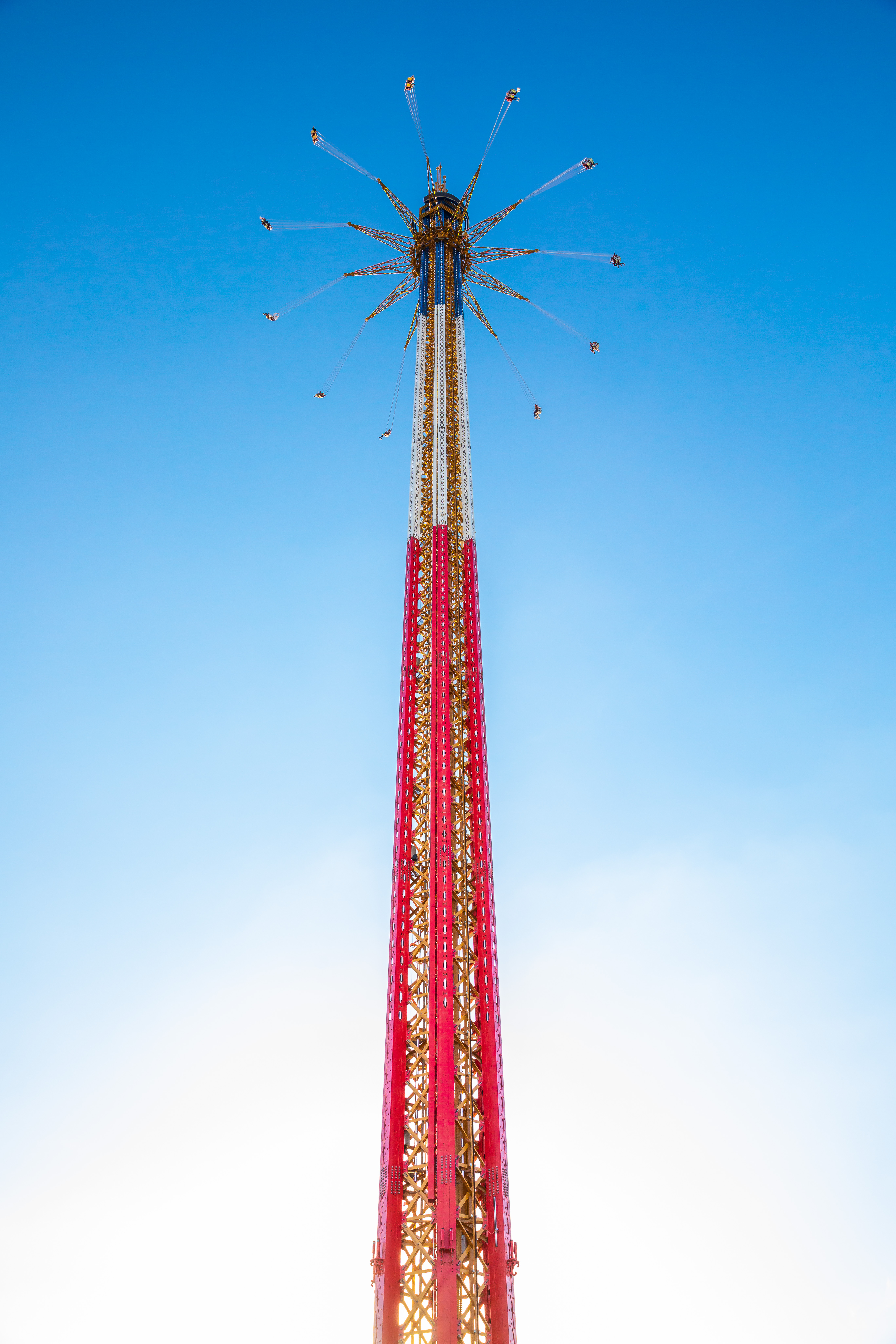
Bollywood Skyflyer à Bollywood Parks Dubai
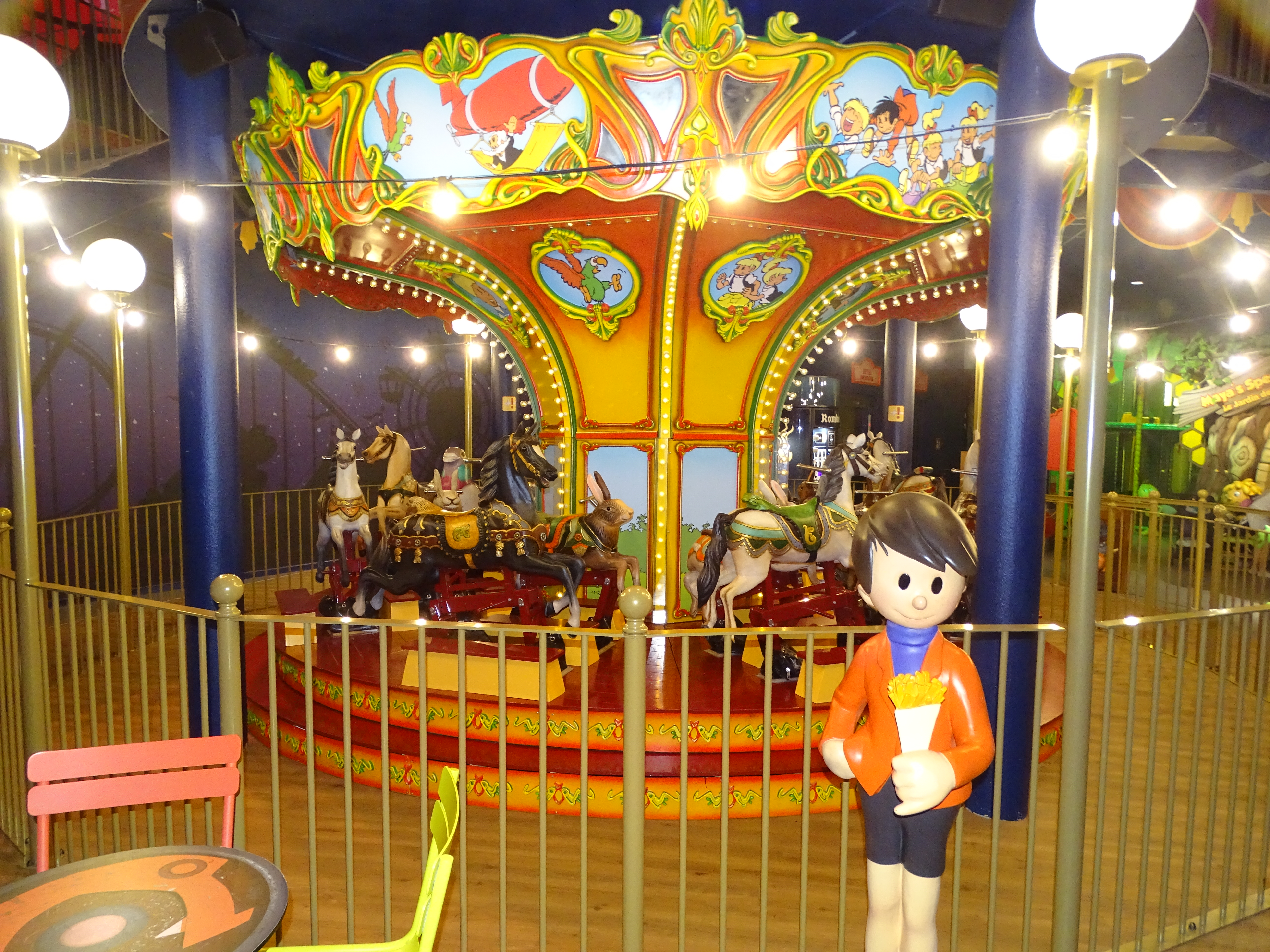
Carrousel de Gil et Jo à Plopsa Station Antwerpen
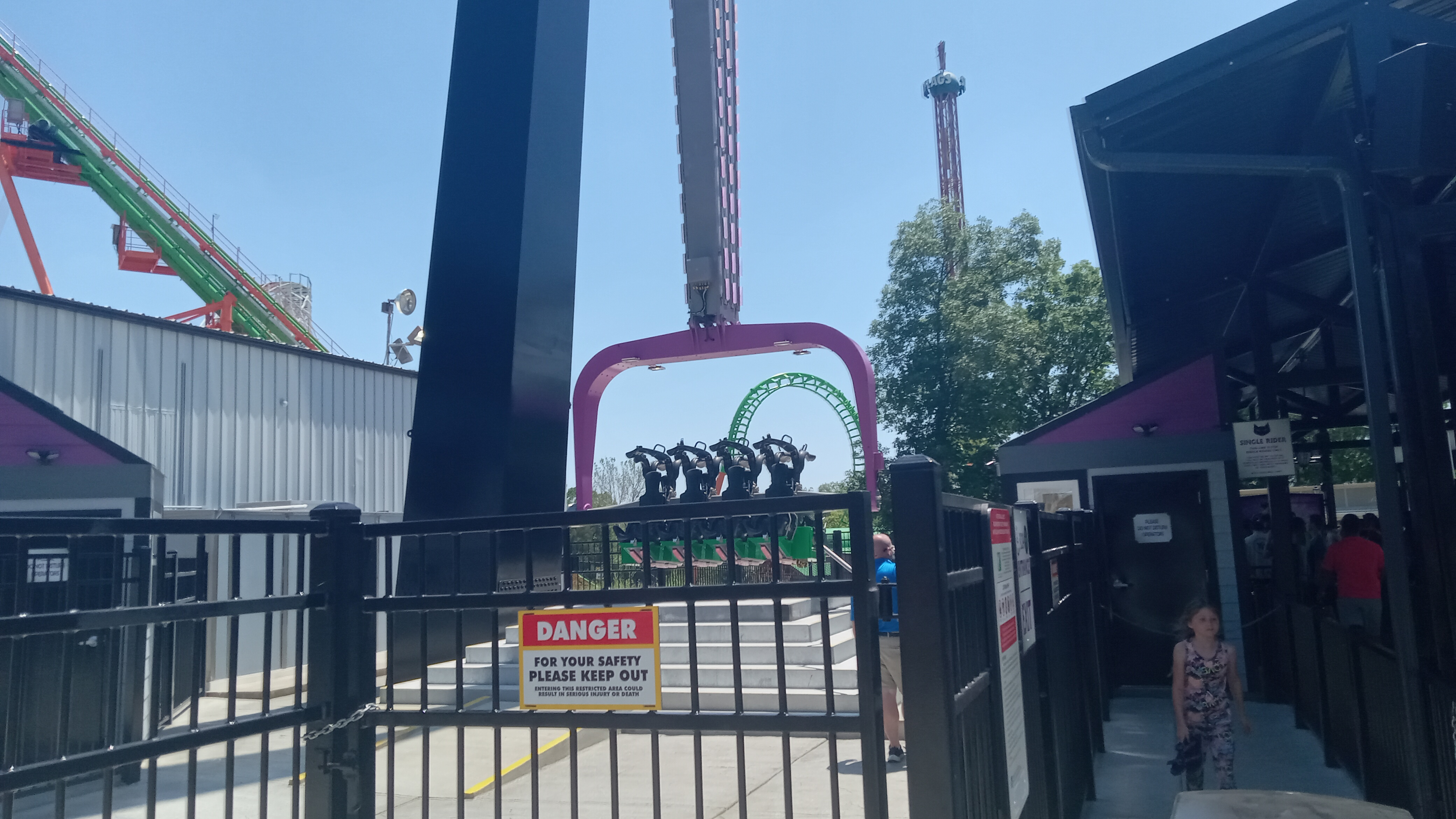
Catwoman Whip à Six Flags St. Louis
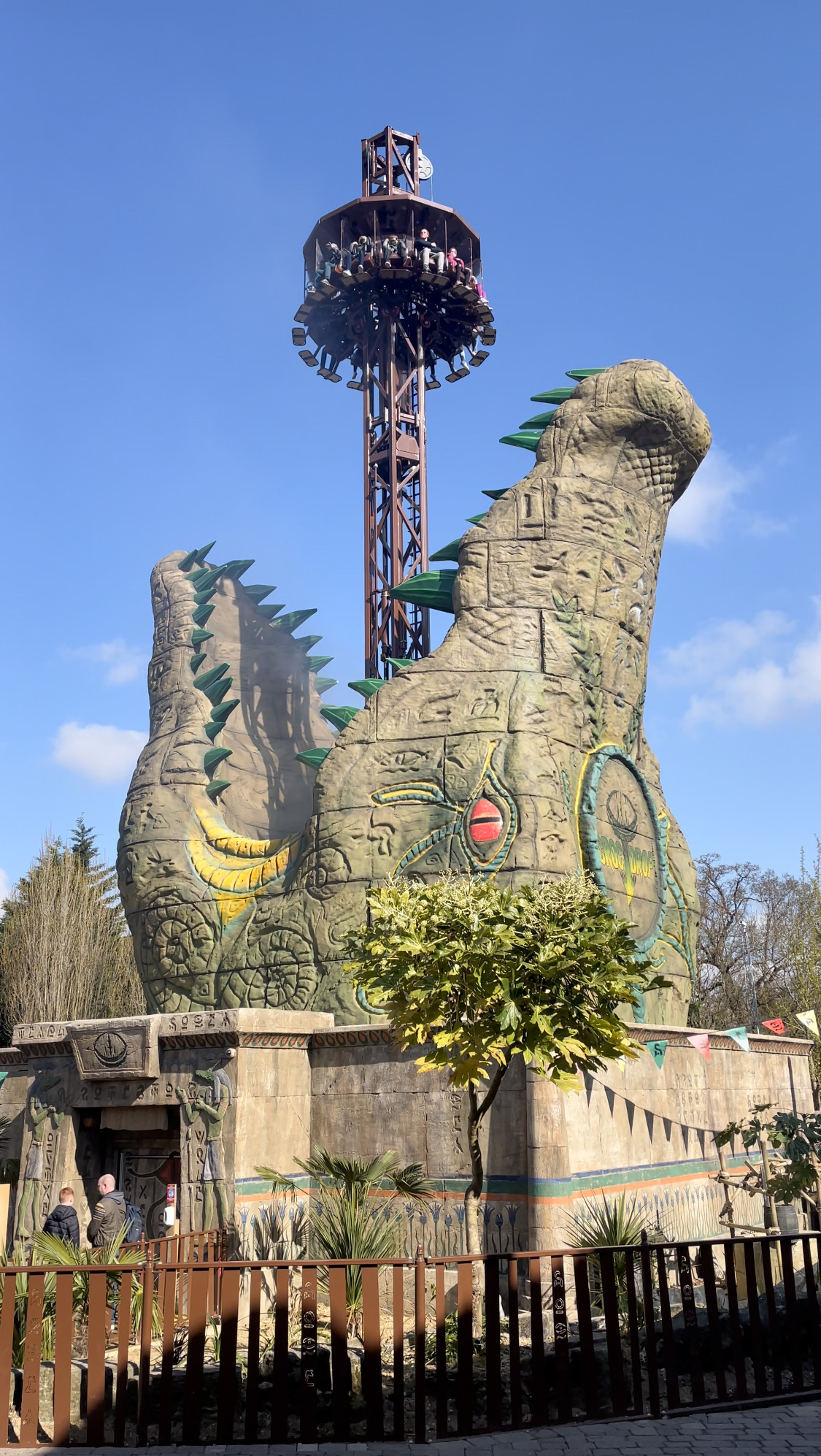
CrocDrop à Chessington World of Adventures
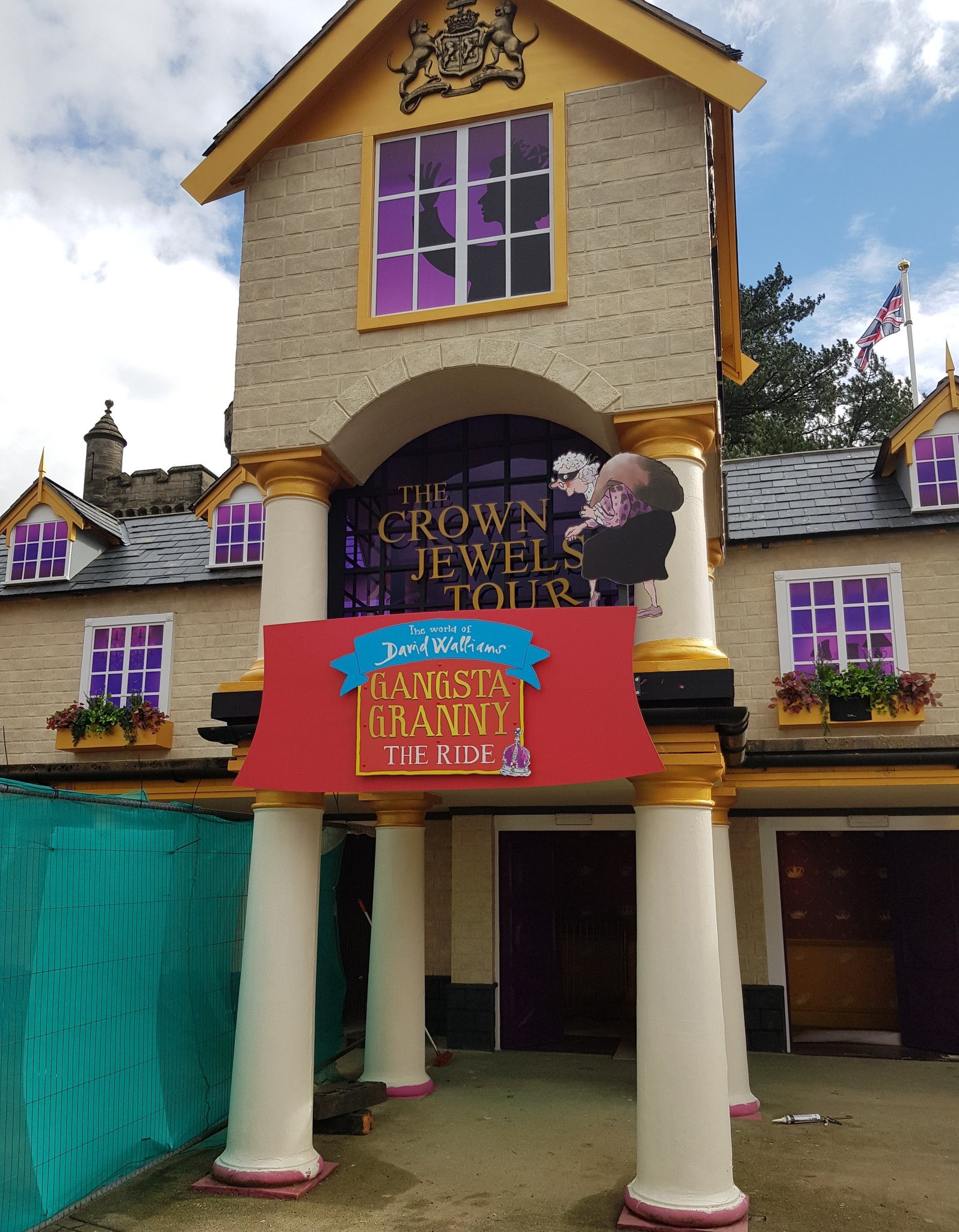
Gangsta Granny: The Ride à Alton Towers
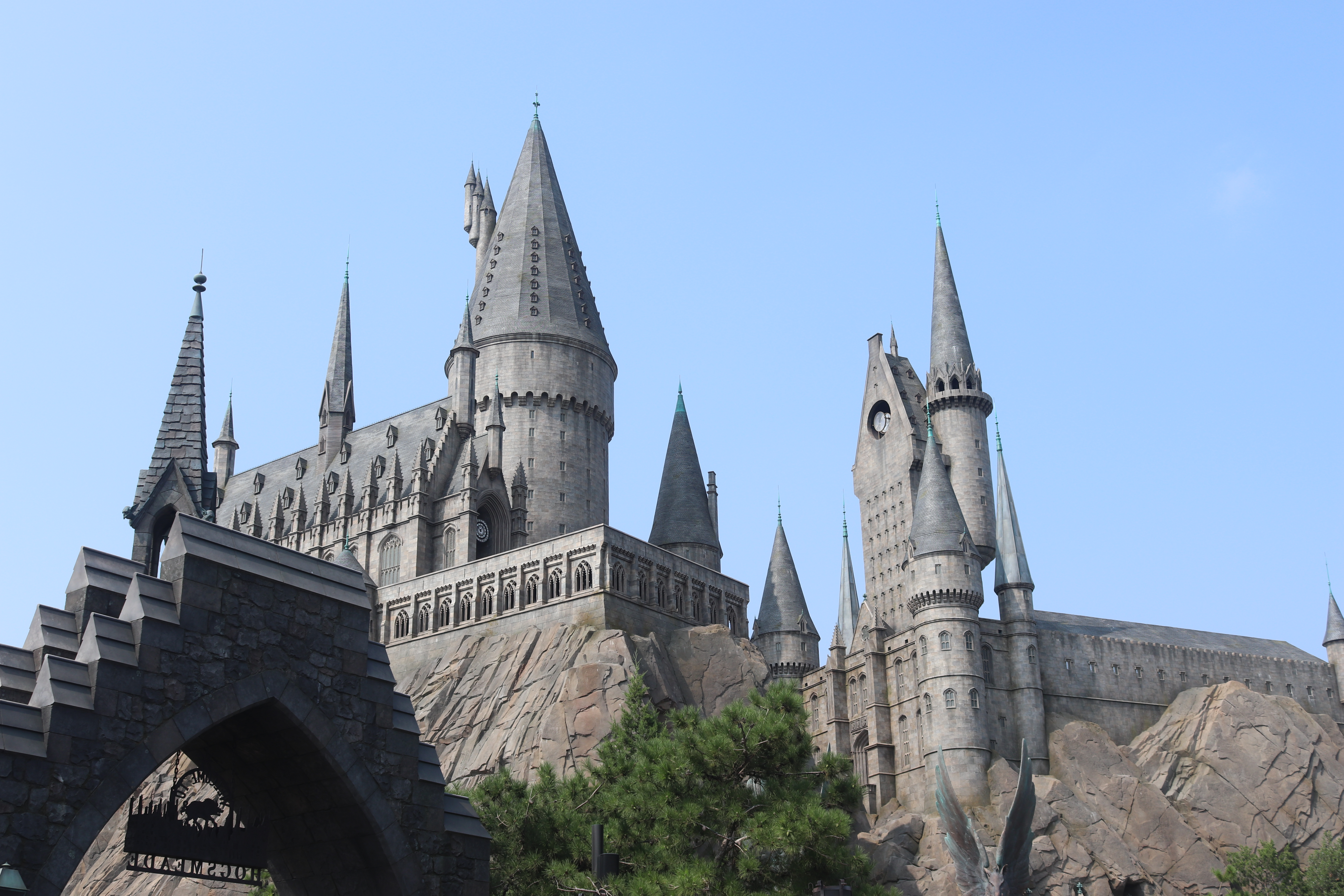
Harry Potter and the Forbidden Journey à Universal Studios Beijing
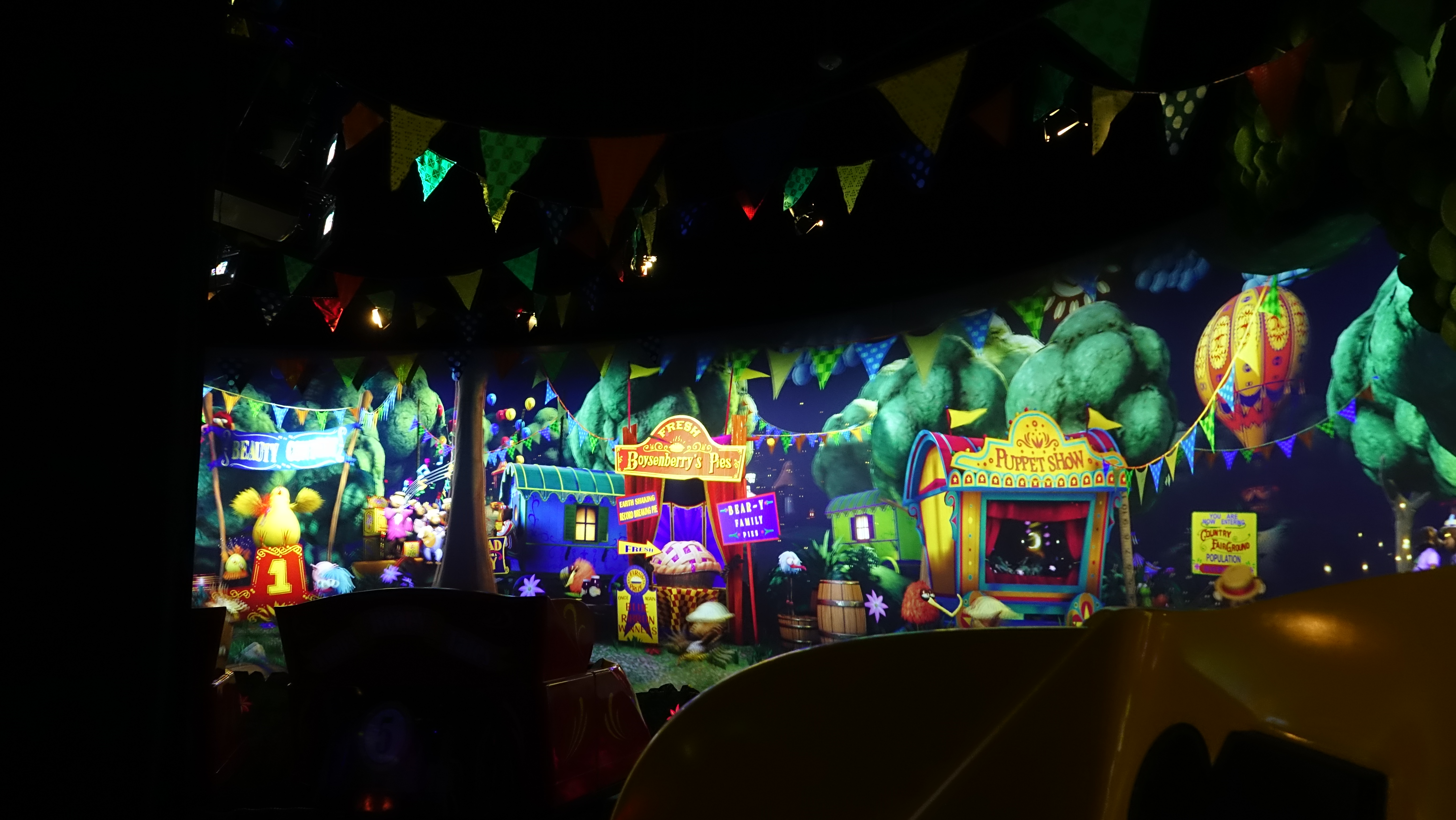
Knott's Bear-y Tales Ride à Knott's Berry Farm
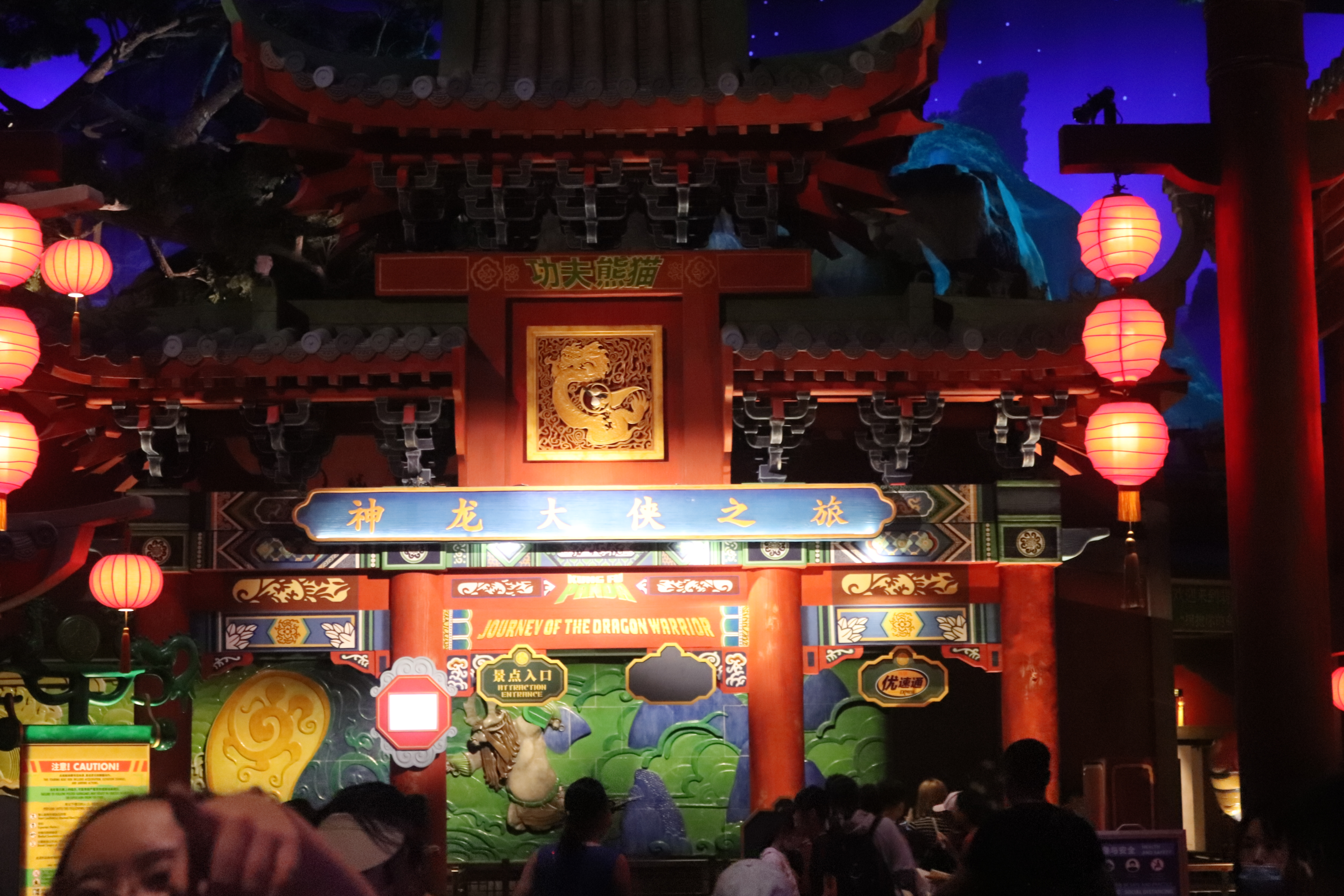
Kung Fu Panda: Journey of the Dragon Warrior à Universal Studios Beijing
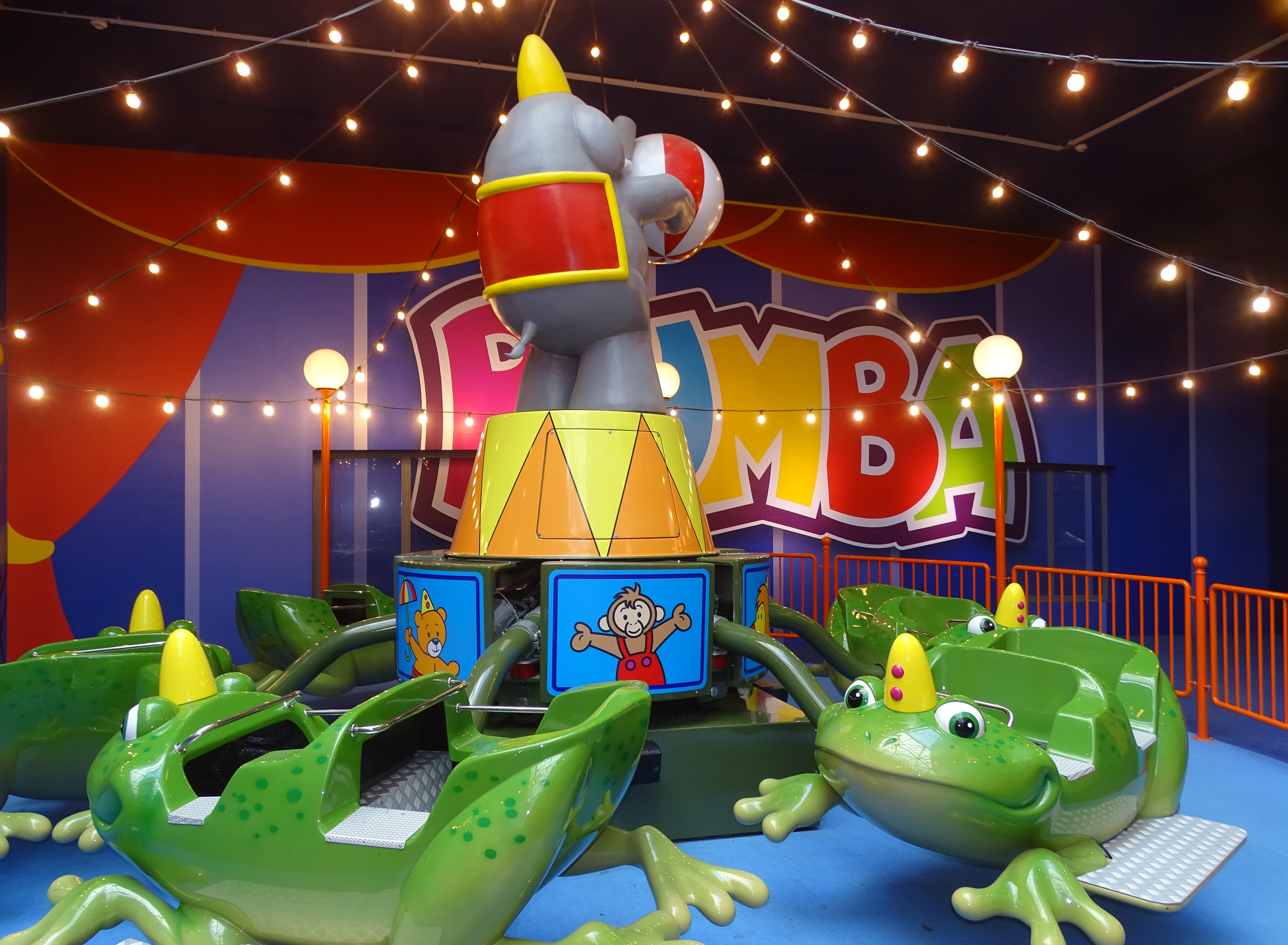
Manège de Bumba à Plopsa Station Antwerpen
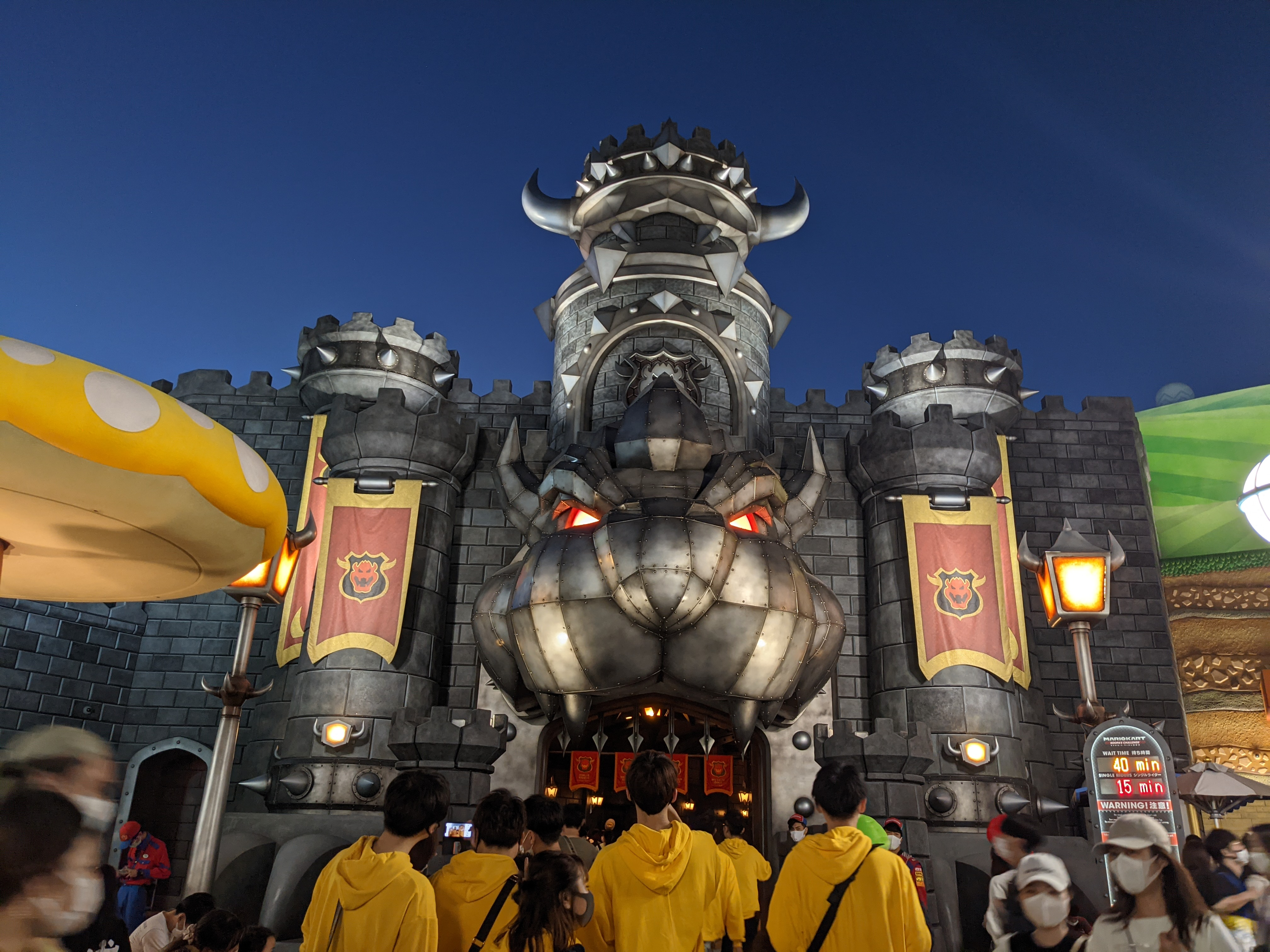
Mario Kart: Koopa's Challenge à Universal Studios Japan
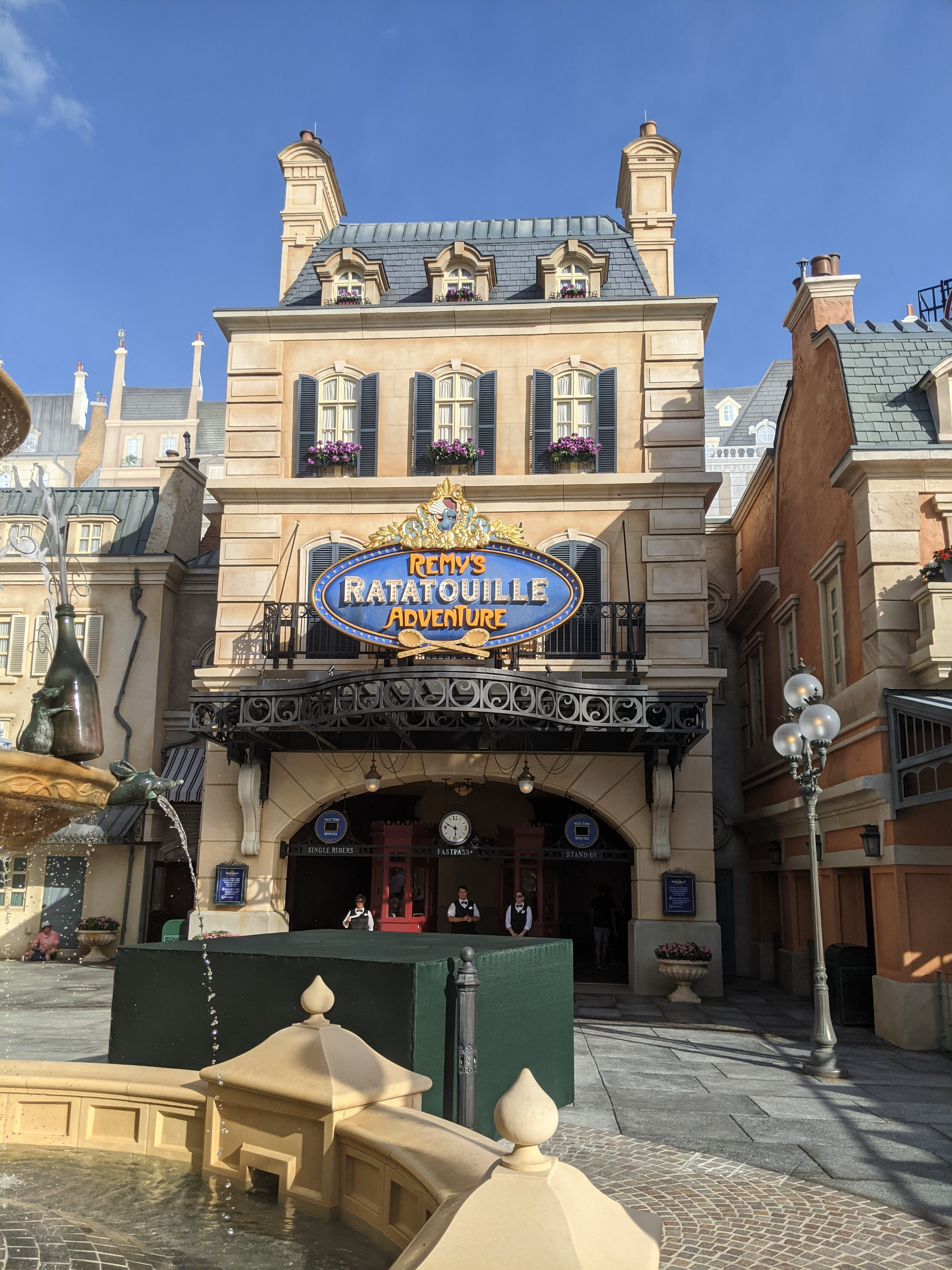
Remy's Ratatouille Adventure
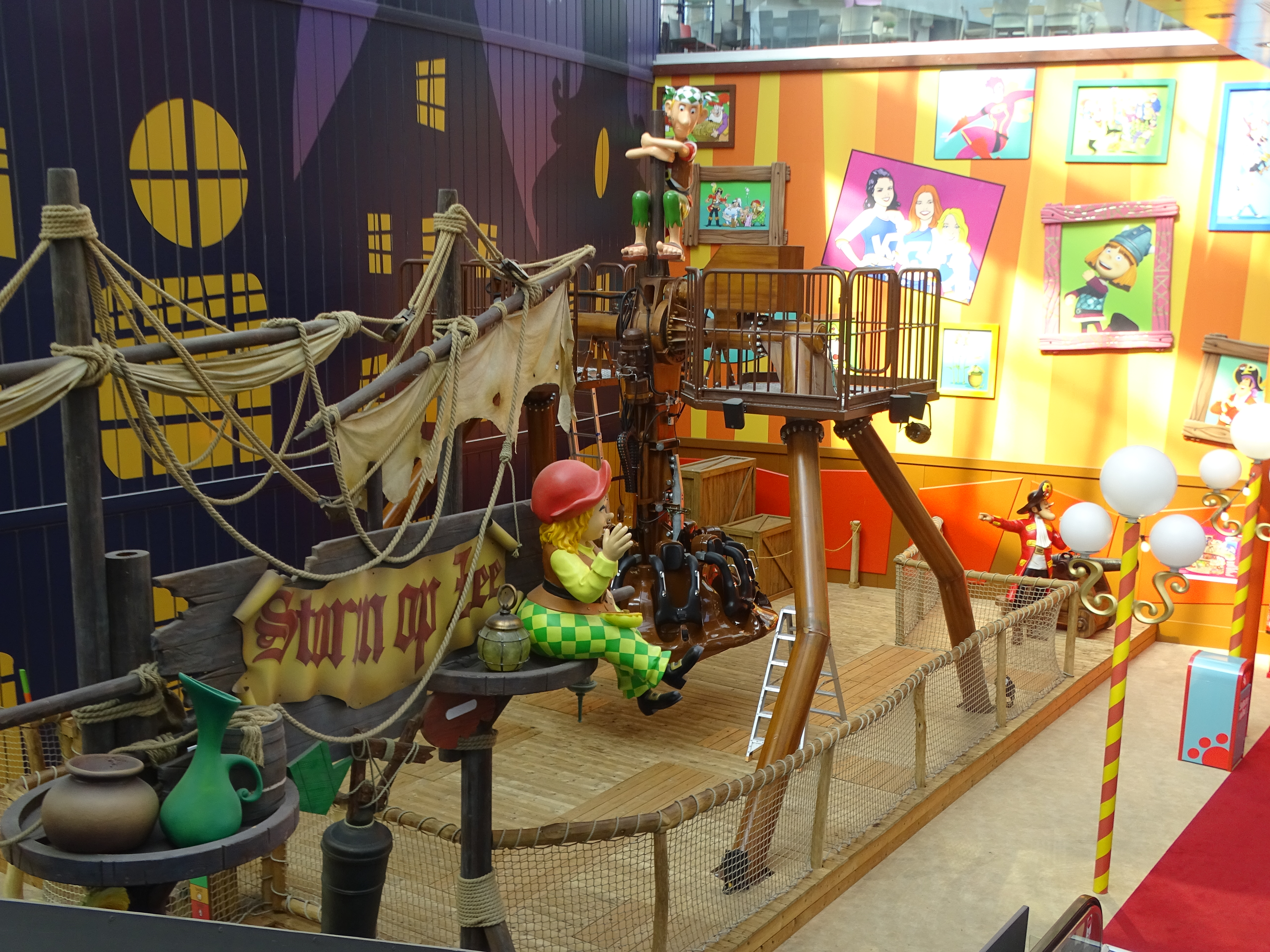
Tempête en mer à Plopsa Station Antwerpen
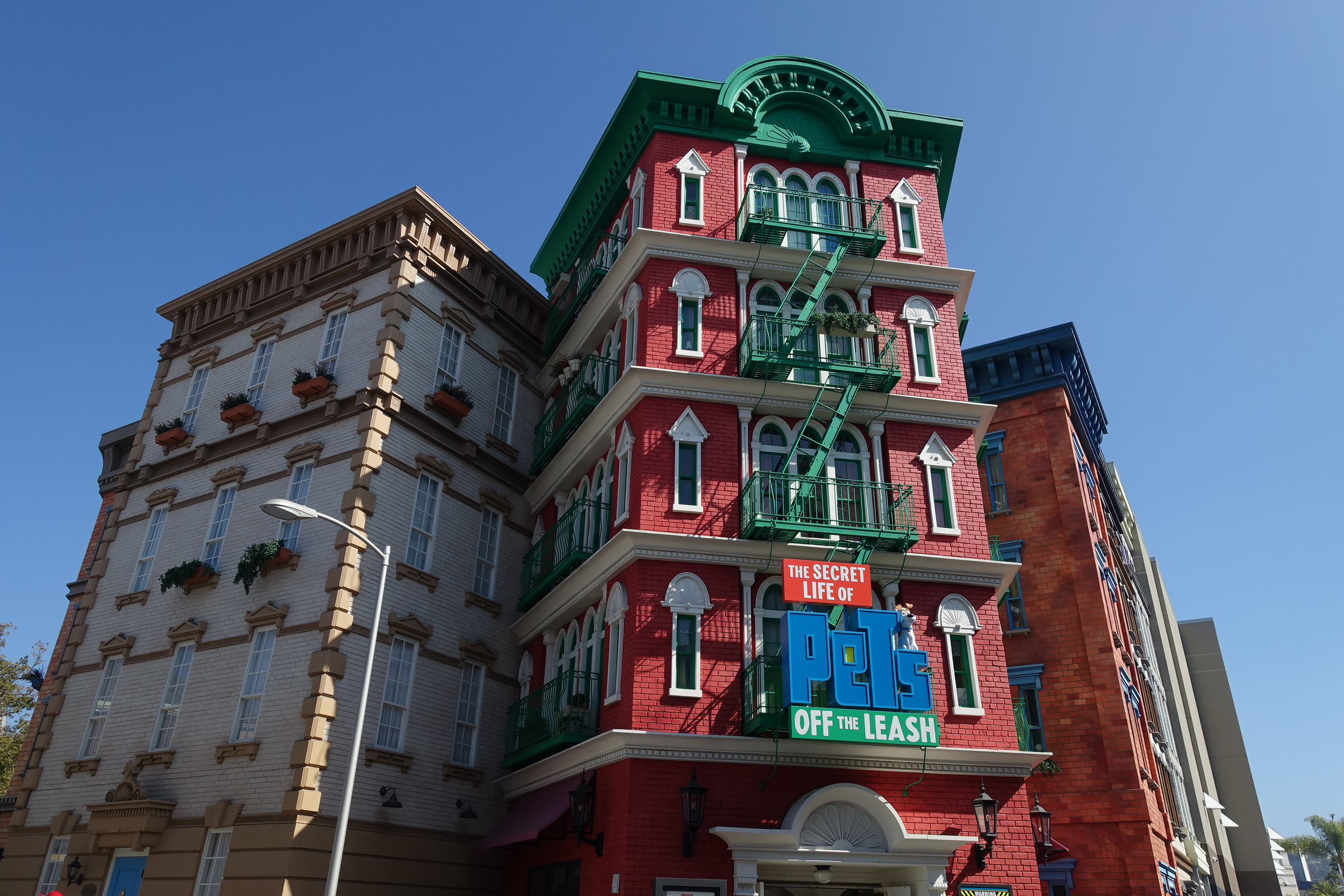
The Secret Life of Pets: Off the Leash à Universal Studios Hollywood
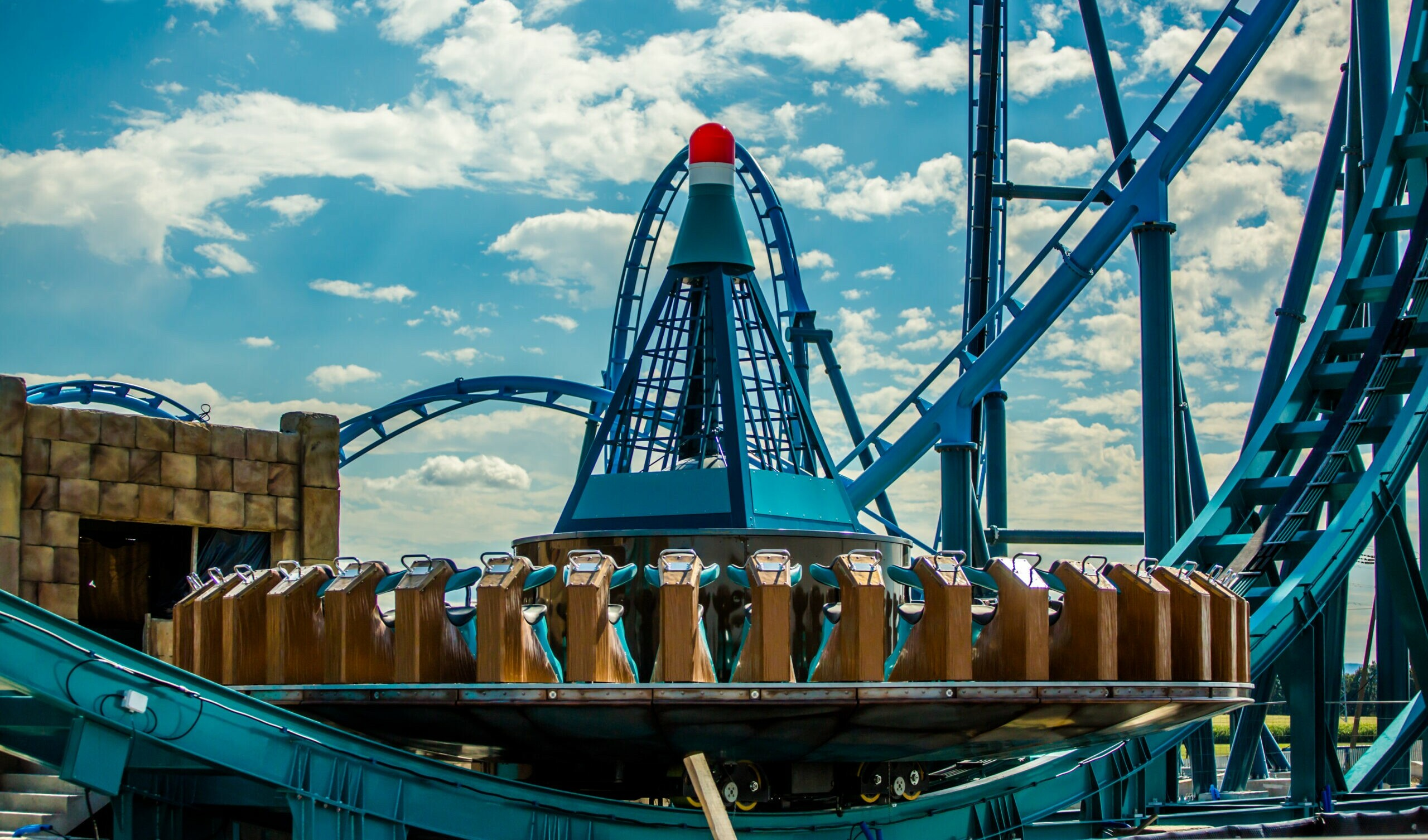
Tidal Wave Twister à Energylandia
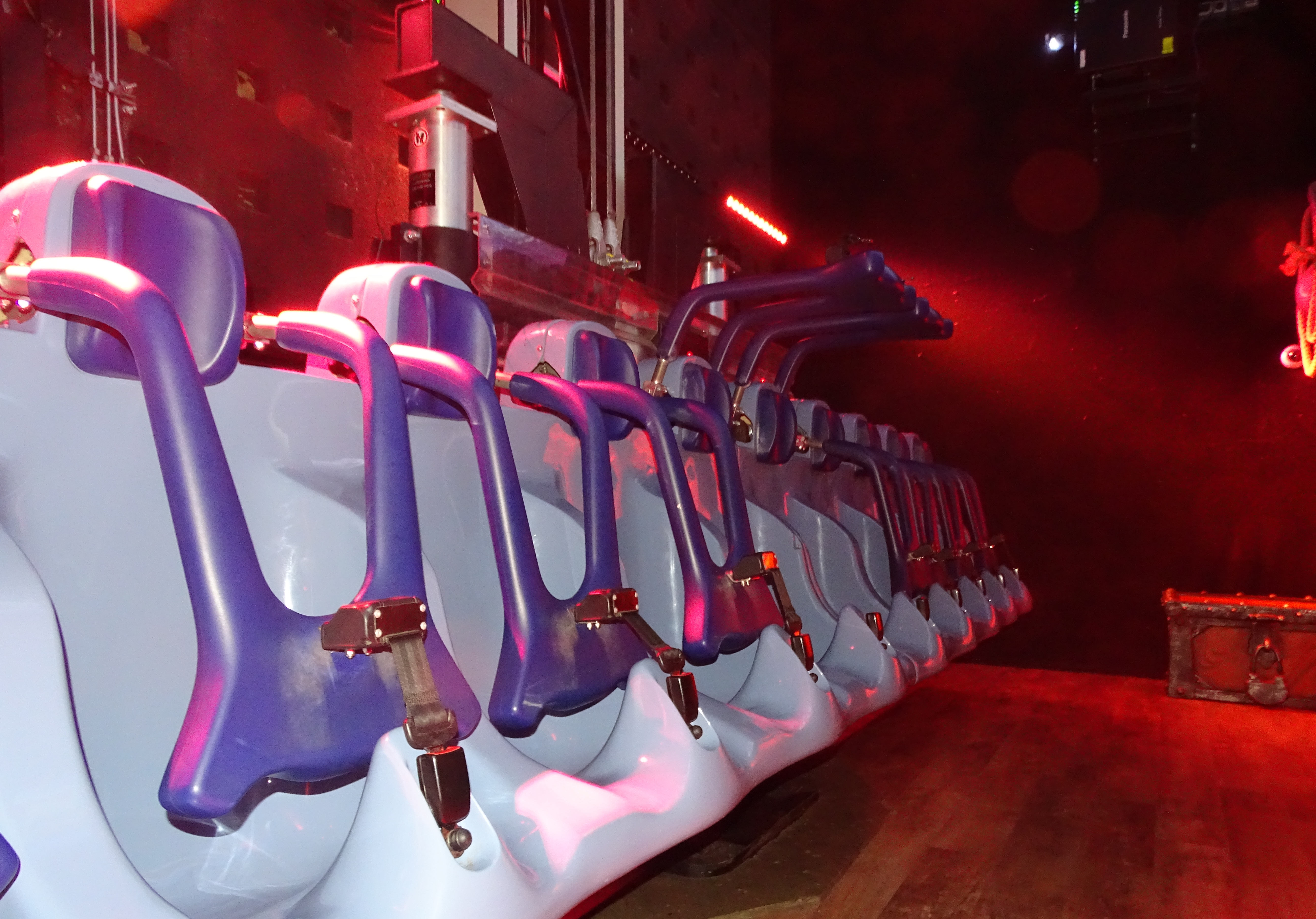
Tour de Chute de Wickie à Plopsa Station Antwerpen
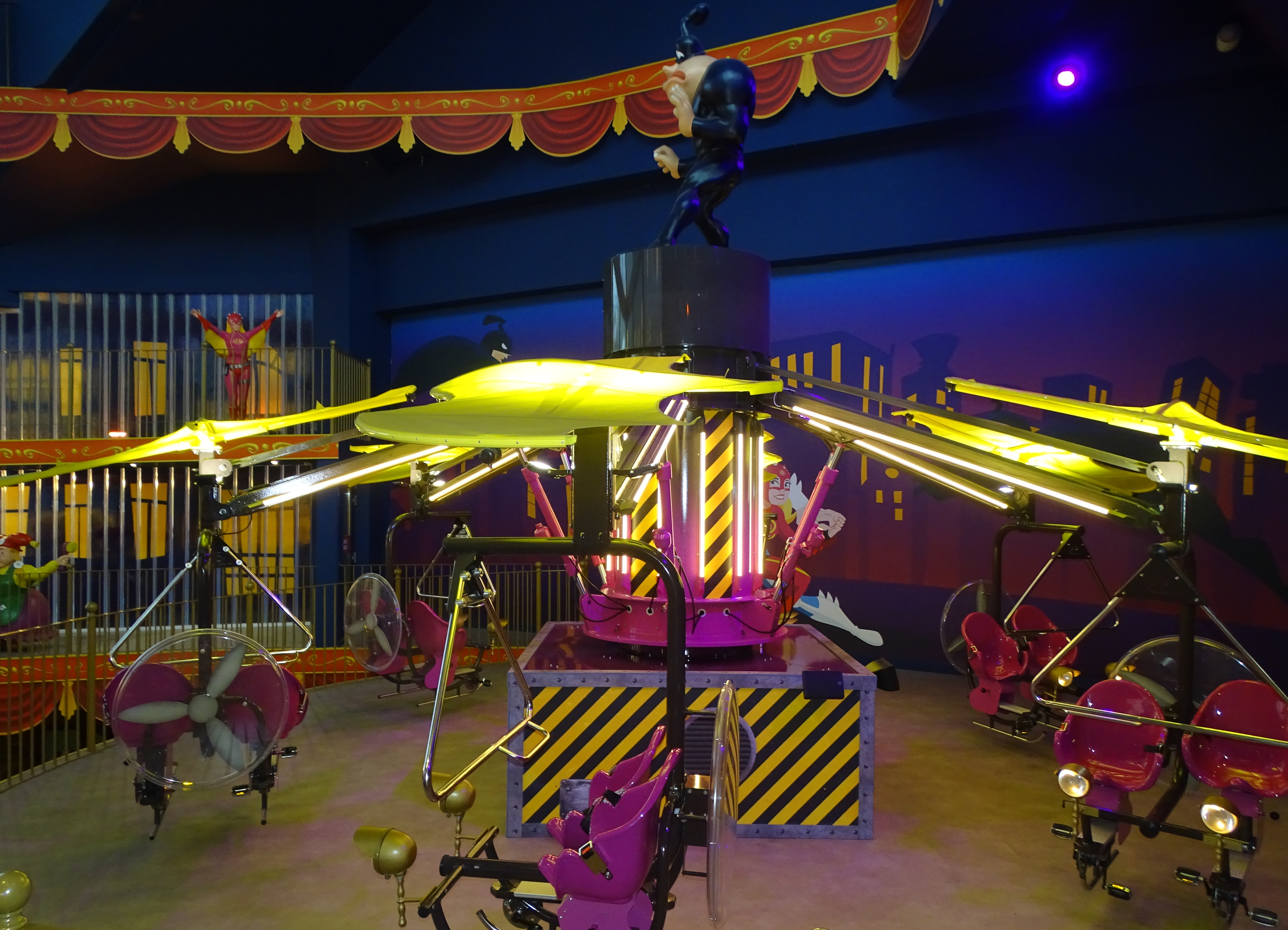
Vélos volants à Plopsa Station Antwerpen
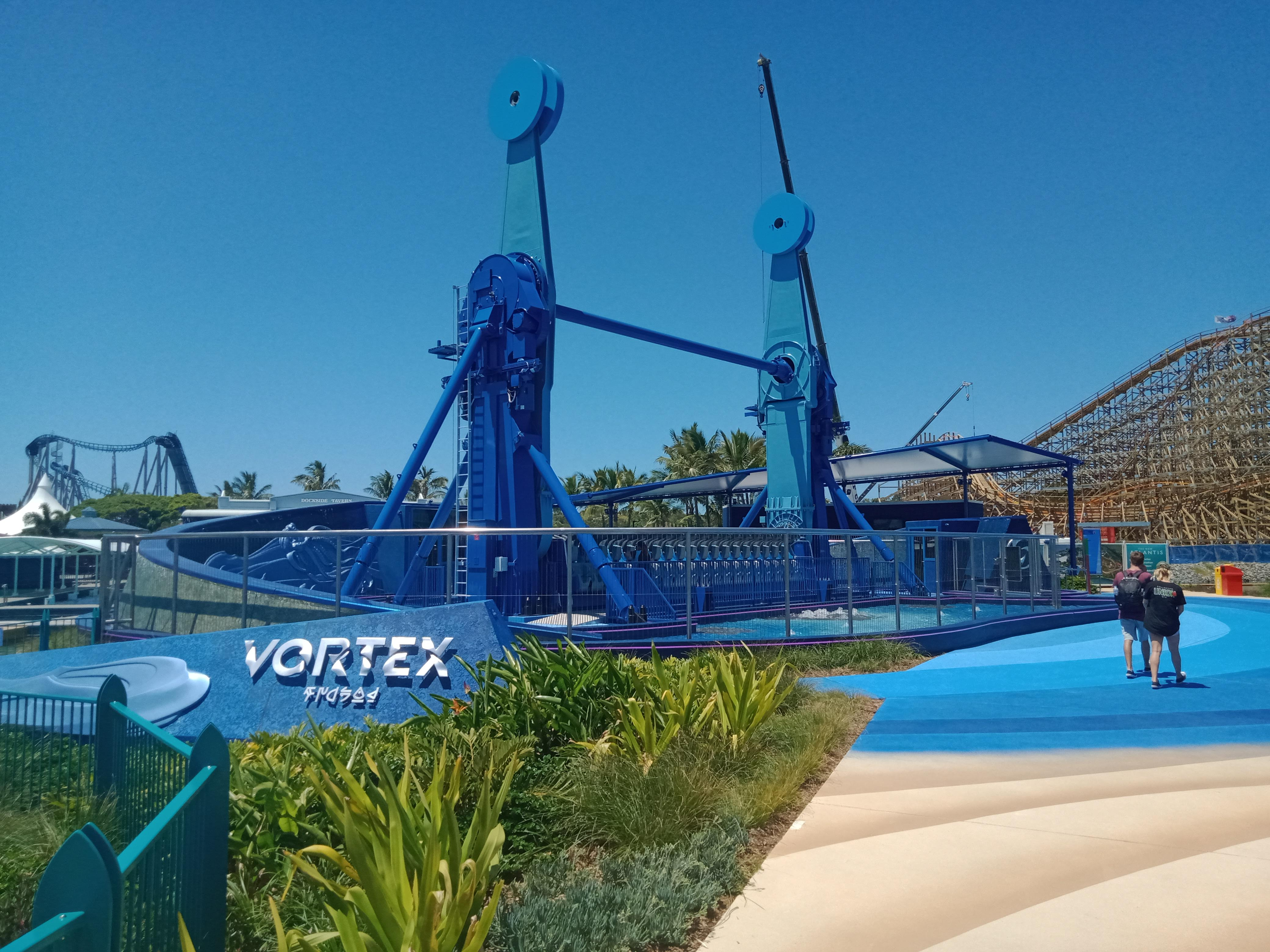
Vortex à Sea World
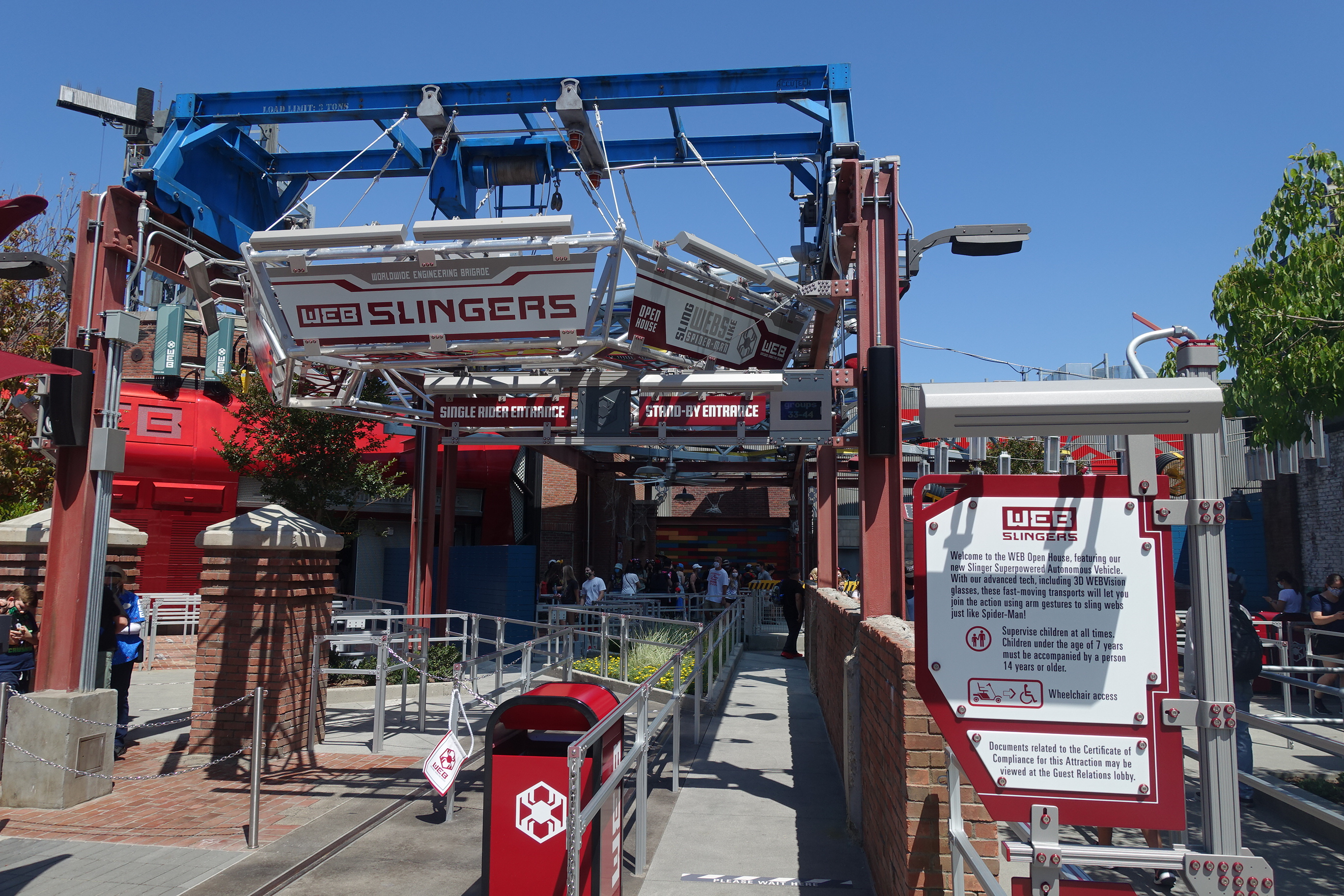
Web Slingers: A Spider-Man Adventure à Disney California Adventure
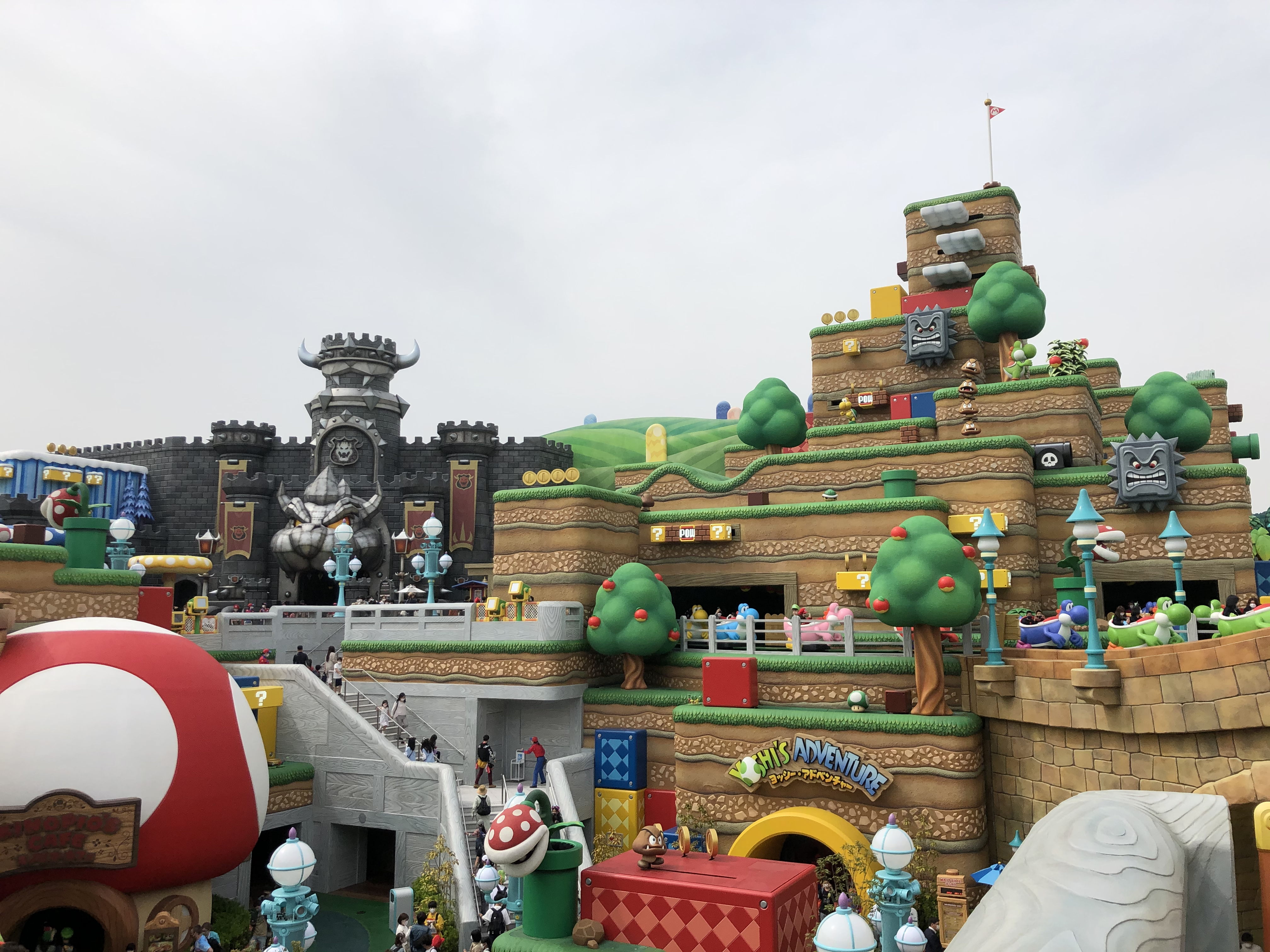
Yoshi's Adventure à Universal Studios Japan

#### Nouveau thème
| Nom                     | Type / Modèle     | Constructeur             | Parc                     | Pays        | Anciennement                                     |
| ----------------------- | ----------------- | ------------------------ | ------------------------ | ----------- | ------------------------------------------------ |
| Cars Route 66 Road Trip | Parcours scénique | Walt Disney Imagineering | Parc Walt Disney Studios | France      | Studio Tram Tour: Behind the Magic (2002 à 2020) |
| Hydra's Challenge       | Jet Skis          | Zierer                   | Legoland Windsor         | Royaume-Uni | Wave Surfer (2000 à 2020)                        |
| Kondaala                | Barnstormer       | Zamperla                 | Walibi Belgium           | Belgique    | Squad's Stunt Flight (2011 à 2020)               |
| Midgar                  | Tour de chute     | SBF Visa Group           | Walygator Sud-Ouest      | France      | Rock It Up (2012 à 2020)                         |

## Hôtels
- Le Pal Savana Reserve - Le Pal  France
- Plopsa Hotel - Plopsaland De Panne  Belgique